# Cuisine malgache
Vous lisez un « bon article » labellisé en 2012.

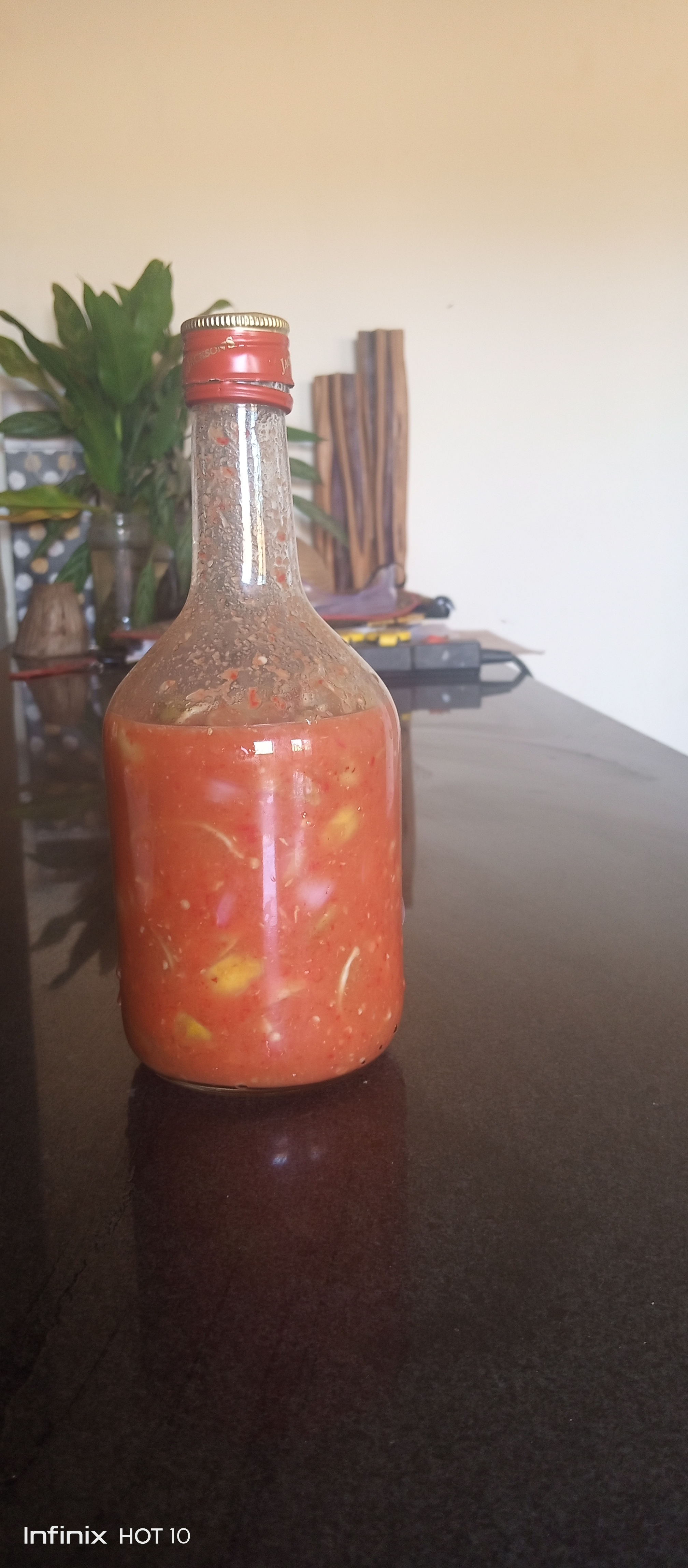
Achard citron de Madagascar.

La cuisine malgache (loky gasy ou nahandro malagasy) regroupe toutes les traditions culinaires variées de Madagascar, une île de l'océan Indien. Elle s'apparente aux cuisines créoles, habituellement généreuses et épicées. La nourriture consommée à Madagascar reflète l'influence des migrants d'Asie du Sud-Est, d'Afrique, d'Océanie, d'Inde, de Chine et d'Europe qui se sont établis sur l'île à la suite des premiers marins en provenance de Bornéo entre 100 et 500 apr. J.-C. Le riz, pierre angulaire du régime malgache, est cultivé au côté des tubercules et autres denrées de base par les tout premiers colons. Leur régime est complété par de la cueillette et du gibier chassé, ce qui a contribué à l'extinction de la mégafaune des mammifères et des oiseaux de l'île. Ces sources de nourriture ont été plus tard accompagnées de zébu, introduit à Madagascar par les migrants d'Afrique de l'Est qui sont arrivés aux alentours de 1000 apr. J.-C. Le commerce avec les marchands arabes et indiens et les négociants transatlantiques européens a par la suite enrichi les traditions culinaires de l'île en y accommodant une profusion de nouveaux fruits, légumes et assaisonnements.

La cuisine contemporaine répandue dans l'île, consiste typiquement d'une base de riz servie avec un accompagnement ; en malgache officiel, le terme qui désigne du riz est vary ([ˈvarʲ]), et l'accompagnement est désigné par laoka ([ˈlokə̥]). Les nombreuses variantes de laoka peuvent être végétariennes ou inclure des protéines animales, et sont souvent composées d'une sauce aromatisée d'ingrédients tels que du gingembre, des oignons, de l'ail, de la tomate, de la vanille, du sel, du curry, ou, plus rarement, d'autres épices ou herbes.

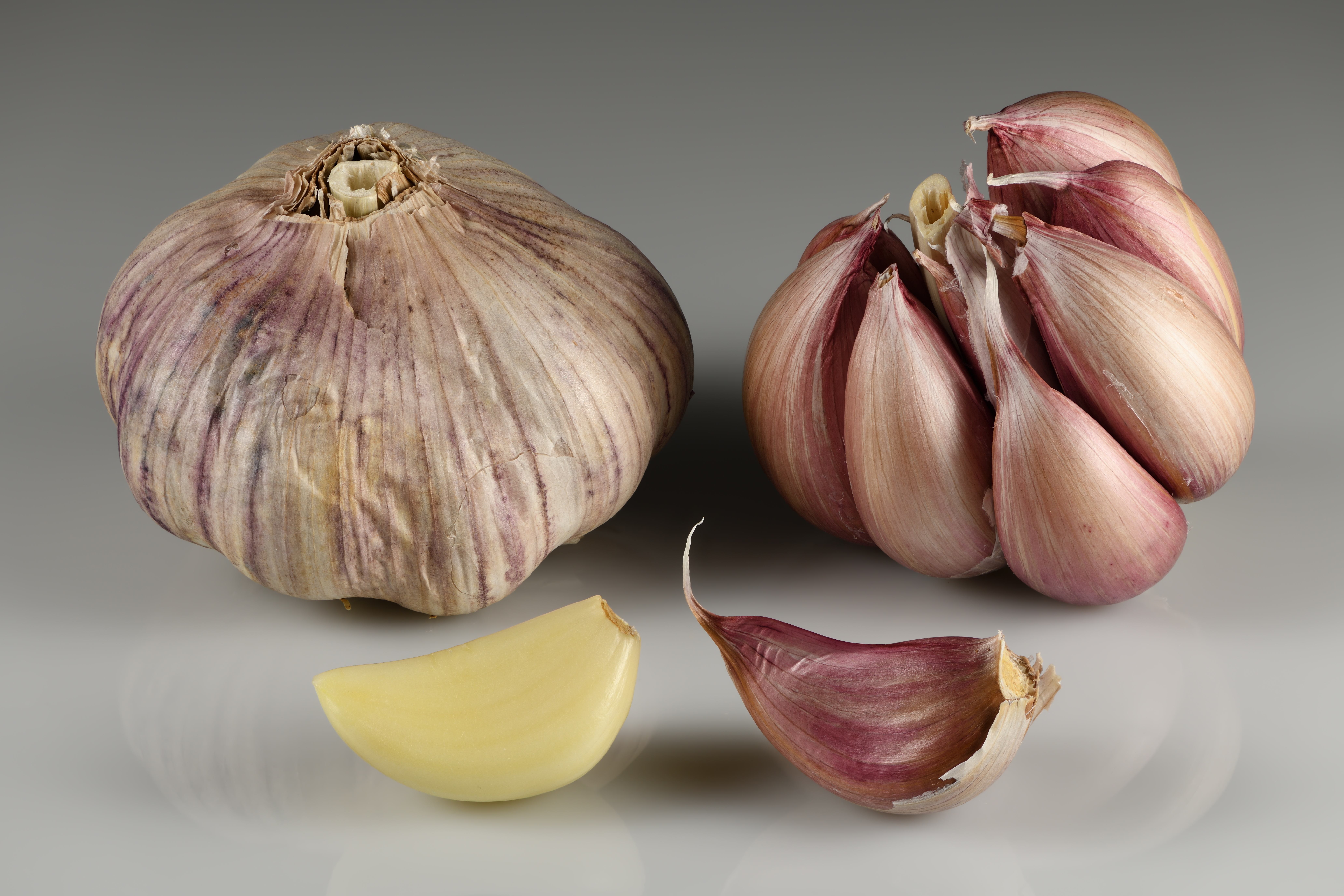
Ails

Dans certaines parties arides de l'est et de l'ouest, les familles pastorales peuvent remplacer le riz par du maïs, du manioc, ou du caillé de lait de zébu fermenté. Une grande diversité de beignets sucrés et savoureux ainsi que d'autres mets de cuisine ambulante sont disponibles dans l'île, mais aussi divers fruits de climats tempéré et tropical. Côté boissons sont localement produits des jus de fruit, du café, de la tisane et des thés noirs, ainsi que des boissons alcoolisées comme du rhum, du vin et de la bière.
La gamme de plats consommés à Madagascar au XXIe siècle offre un aperçu de l'histoire unique de l'île et de la diversité des peuples l'habitant aujourd'hui. La complexité des plats malgaches va des préparations simples traditionnelles des premiers colons aux plats de fête raffinés préparés pour les monarques du XIXe siècle de l'île. Bien que le repas classique malgache fait de riz et d'un accompagnement demeure prédominant, sur les 100 dernières années d'autres types et combinaisons de nourritures ont été popularisés par les colons français et les immigrants chinois et indiens de Madagascar. Par conséquent, la cuisine malgache tout en étant traditionnelle assimile ces nouvelles influences culturelles émergentes.

## Histoire

### Avant 1650

Emplacement de Madagascar, un État insulaire à l'est de l'Afrique du Sud et 4e plus grande île du monde.

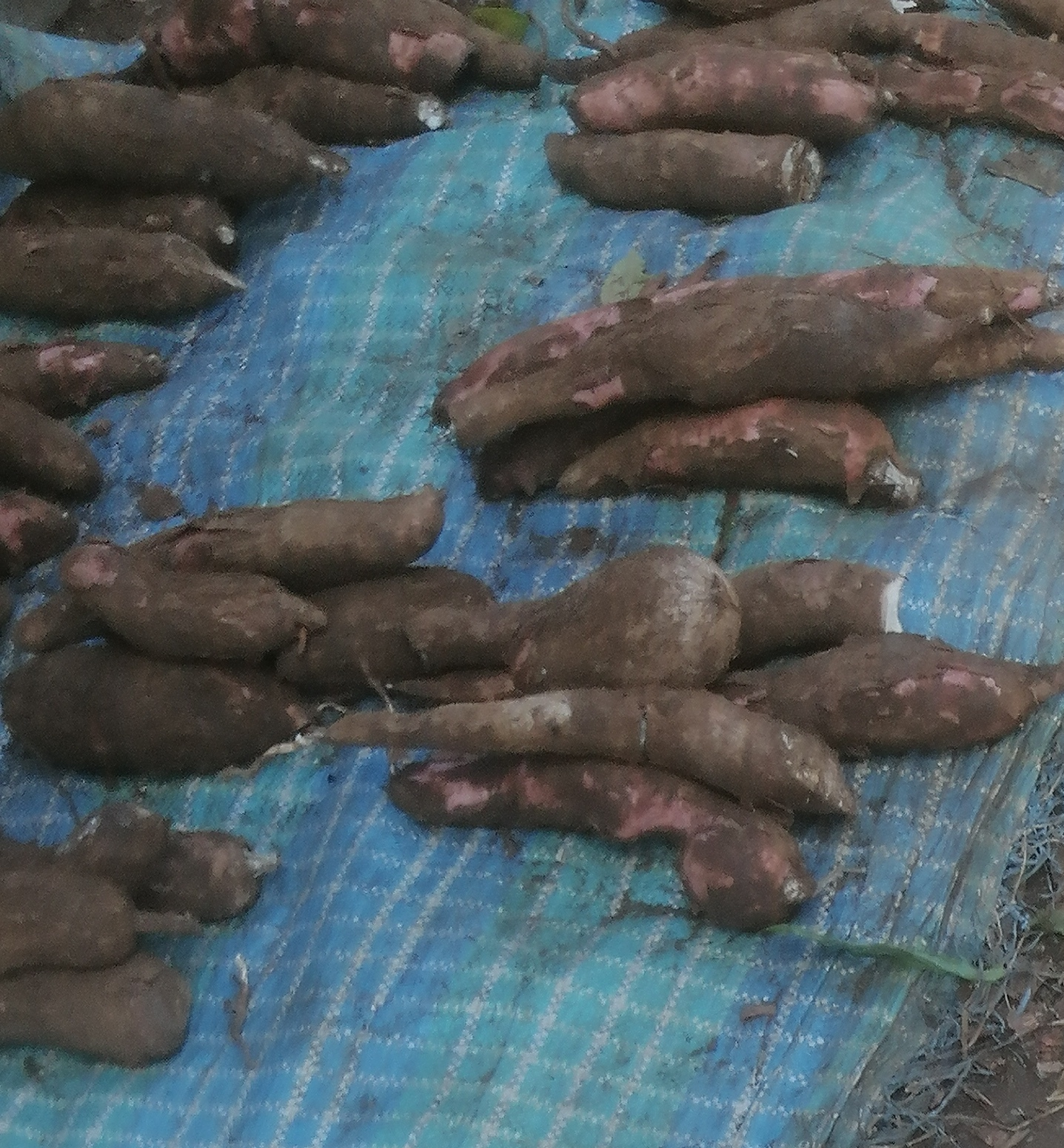
Manioc ou mahôgo ou balahazo ou mangahazo.

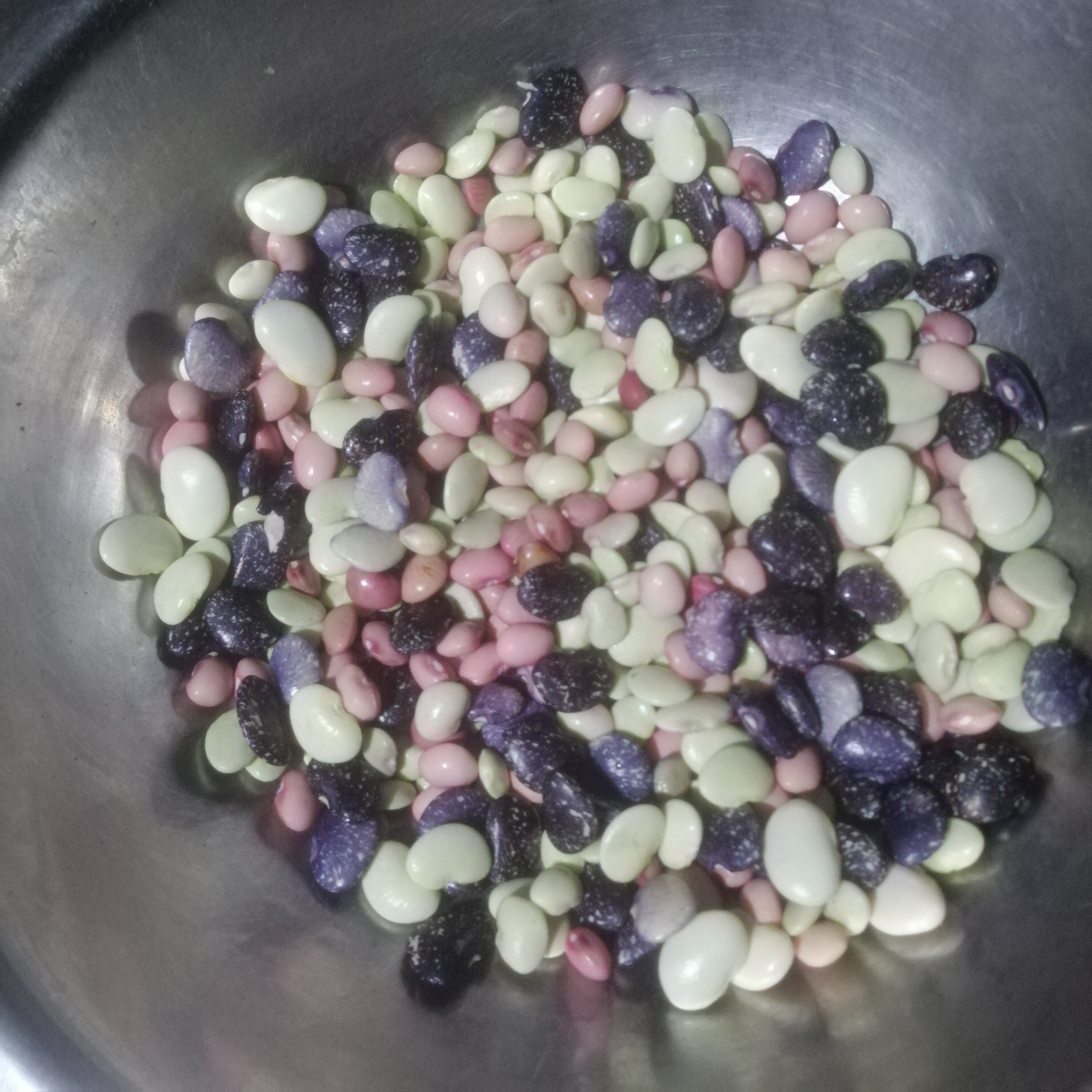
Tsidimy (graines comestibles).

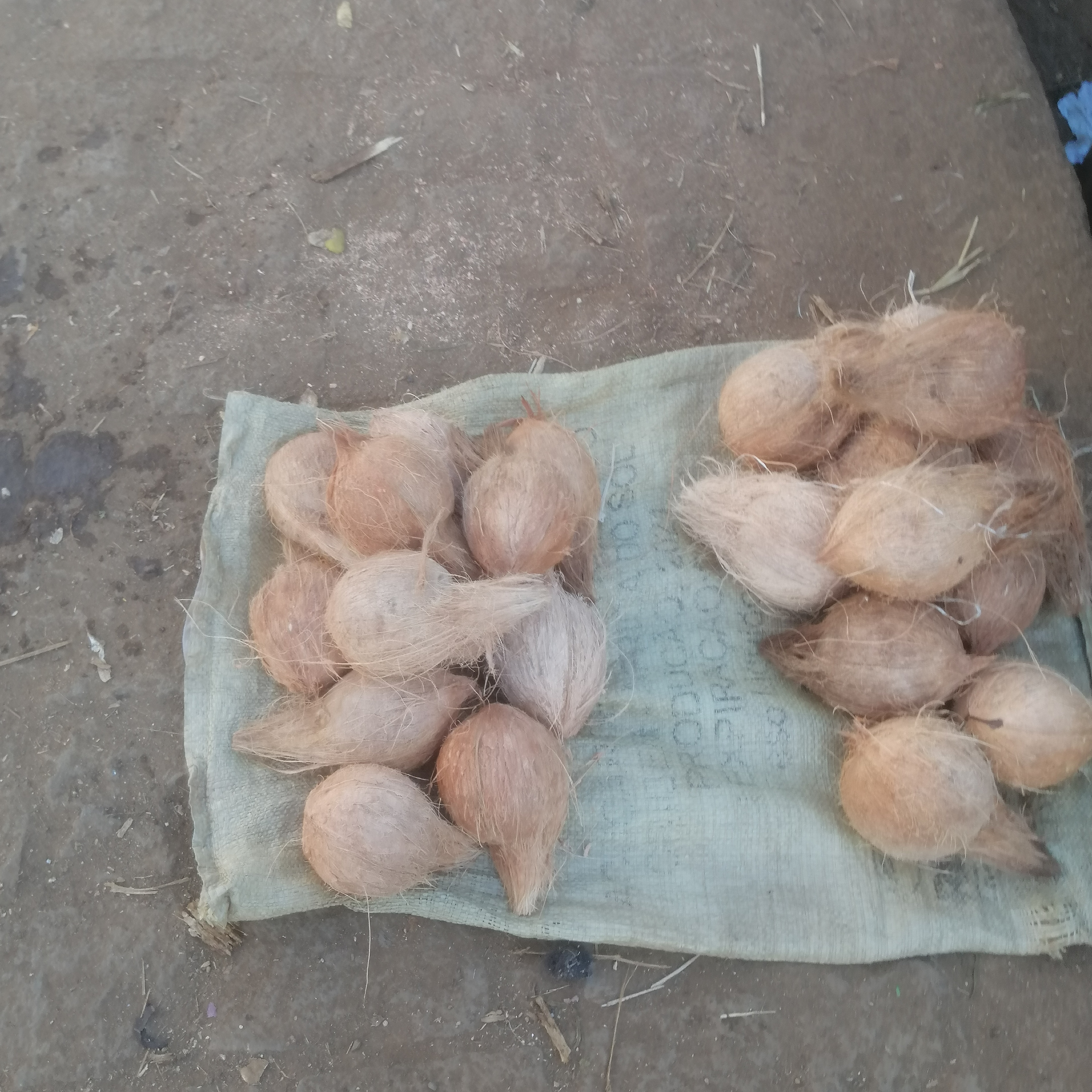
Noix de coco ou vanio.

Les marins austronésiens sont considérés comme les premiers êtres humains à s'établir sur l'île, débarquant entre 100 et 500 apr. J.-C. Dans leurs pirogues ils ont ramené des denrées de base de chez eux, dont du riz, des bananes plantains, du chou chine, et de l'igname ailée. Le sucre de canne, le gingembre les patates douces, les cochons et les poulets ont aussi probablement été amenés à Madagascar par ces premiers migrants, ainsi que les noix de coco et les bananes. La première population de colons s'est installée le long de la côte du sud-est de l'île, bien que les premières incursions terrestres ont sans doute eu lieu sur la côte nord-est. À leur arrivée, ces premiers habitants pratiquèrent du tavy (« agriculture sur brûlis ») afin de défricher les forêts humides côtières vierges pour l'entretien des cultures. Ils recueillent également du miel, des fruits, des œufs de crocodile et d'oiseau, des champignons, des graines comestibles et des racines, et produisent aussi des boissons alcoolisées brassées à base de miel et jus de sucre de canne.
Le gibier a été régulièrement chassé et piégé en forêt, dont des grenouilles, serpents, lézards, hérissons et tenrecidés, tortues, sangliers, insectes, larves, oiseaux et lémuriens. Les premiers colons ont croisé l'abondante mégafaune de Madagascar, y compris des lémuriens géants, des oiseaux-éléphants, des fossas géants et des hippopotames nains de Madagascar. Les premières communautés malgaches ont pu manger des œufs et — plus rarement — de la viande d'æpyornis, les plus gros oiseaux du monde, qui ont été répandus à Madagascar jusqu'au XVIIe siècle. Bien que plusieurs théories aient été proposées pour expliquer le déclin et la disparition de la mégafaune malgache, des preuves claires suggèrent que la chasse par l'homme et la destruction des habitats à travers les pratiques du brûlis ont été des facteurs clefs,. Même s'il est illégal de chasser ou de commercialiser toutes les espèces restantes de lémuriens depuis 1964, ces animaux en voie de disparition continuent à être chassés pour être immédiatement consommés sur place dans les zones rurales ou pour répondre à la demande de viande de gibier exotique de certains restaurants en ville.

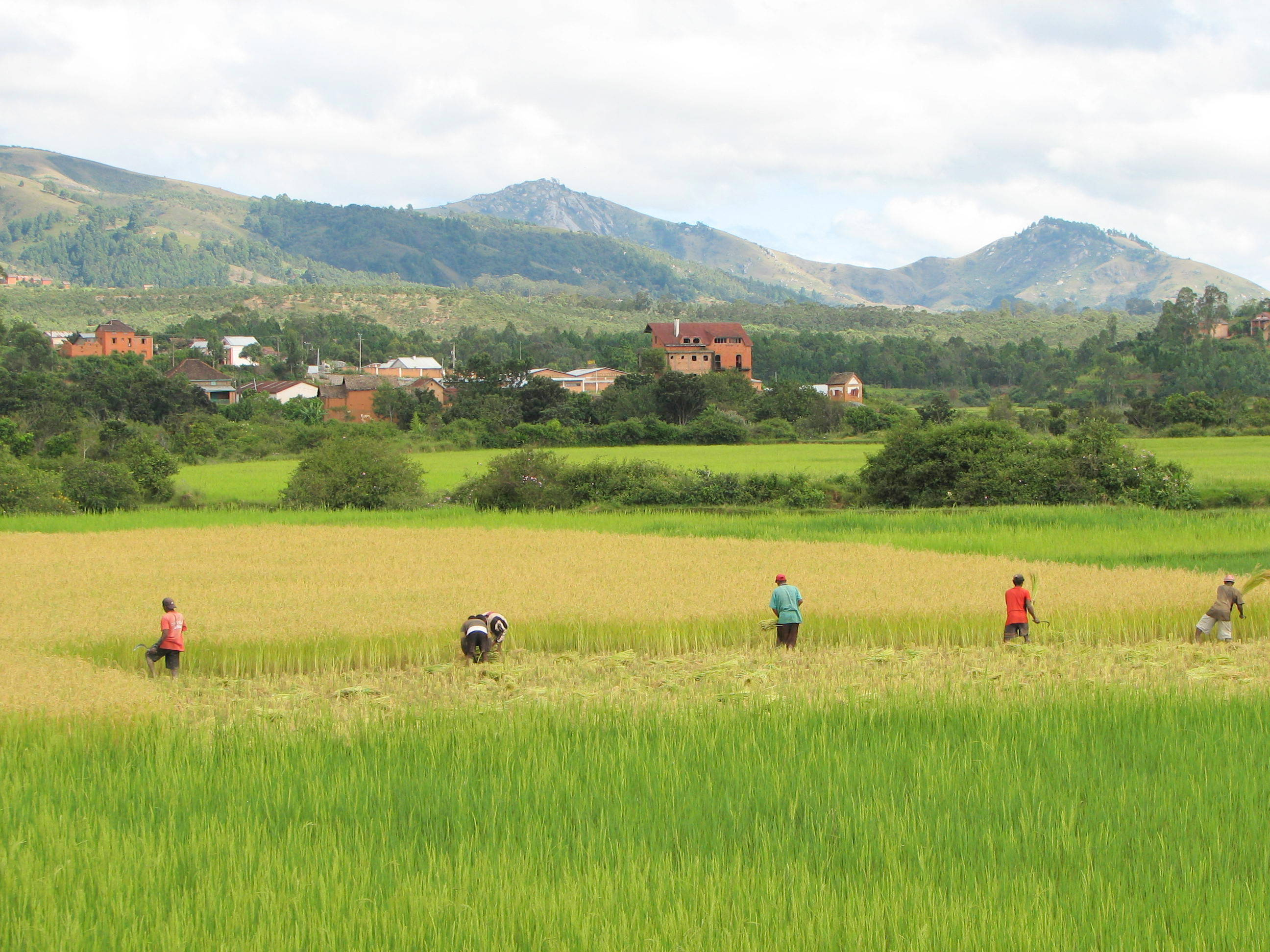
Les rizières irriguées en terrasse sont apparues dans les hautes terres centrales aux environs de 1600.

La forêt vierge reculant au profit du tavy, les communautés ont planté et cultivé progressivement des parcelles de terre de manière permanente. Vers 600 apr. J.-C., des groupes de ces premiers colons migrent vers l'intérieur du pays et commencent à défricher les forêts des Hauts-Plateaux. Le riz est au départ planté à sec ou cultivé dans les plaines marécageuses, ce qui produit de faibles rendements. Les rizières irriguées sont adoptées dans les hauts-plateaux aux alentours de 1600, d'abord dans les terres des Betsileos dans les hauts-plateaux du sud, et plus tard dans les hauts-plateaux du nord des Merina. Lorsque les rizières en terrasse sont apparues dans le centre de Madagascar le siècle suivant, la forêt originale de la région a largement disparu. À sa place sont éparpillés des villages ceinturés par des rizières et des champs agricoles s'étalant sur un jour de marche, entourés de vastes plaines d'herbes stériles.
Le zébu, une espèce de bovin à bosse, a été introduit sur l'île autour de 1000 apr. J.-C. par les colons d'Afrique de l'est, qui ont aussi amené du sorgho, des chèvres, et probablement des pois de terre, ainsi que d'autres aliments. Comme ces bovins symbolisent une forme de richesse en Afrique de l'est, et par conséquent dans la culture malgache, ils ne sont que rarement consommés, essentiellement après un rituel sacrificiel pendant des évènements d'importance spirituelle tels que de funérailles. Le lait et le caillé de zébu frais vont préférablement constituer la principale part des régimes pastoraux. Les zébus se regroupent en larges hordes dans le sud et l'ouest, mais comme des membres isolés se sont échappés et reproduits, une population d'une large ampleur de zébus sauvages s'est établie dans les hauts-plateaux. L'histoire orale merina raconte que les peuples des hauts-plateaux ignorent que le zébu est comestible avant le règne du Roi Ralambo (qui a gouverné de 1575 à 1612), à qui on a attribué cette découverte, bien que des preuves archéologiques suggèrent que le zébu a été occasionnellement chassé et consommé dans les hauts-plateaux avant l'ère de Ralambo. Il est plus probable que ces hordes sauvages ont d'abord été domestiquées et parquées pendant cette période, ce qui correspond à l'émergence de régimes politiques complexes et structurés sur les hauts-plateaux.
La nourriture est habituellement préparée soit en faisant bouillir de l'eau (au départ dans des récipients en bambou vert, et plus tard en argile puis dans des pots de fer), soit en faisant rôtir sur feu ou en grillant sur pierres brûlantes ou sur braises. La fermentation est aussi utilisée pour créer du caillé à partir de lait, développer les saveurs de certains tubercules frais ou séchés ou encore produire des boissons alcoolisées à partir de miel, jus de sucre de canne ou d'autres plantes locales. Les techniques de séchage au soleil, de fumaison et de salaison sont employées pour conserver différentes denrées pour le transport, le commerce ou une consommation future. De nombreux aliments préparés de cette manière, tels que du bœuf séché fumé appelé kitoza ([kiˈtuzə̥]) et du poisson séché salé, sont encore consommés sous une forme proche dans le Madagascar d'aujourd'hui.

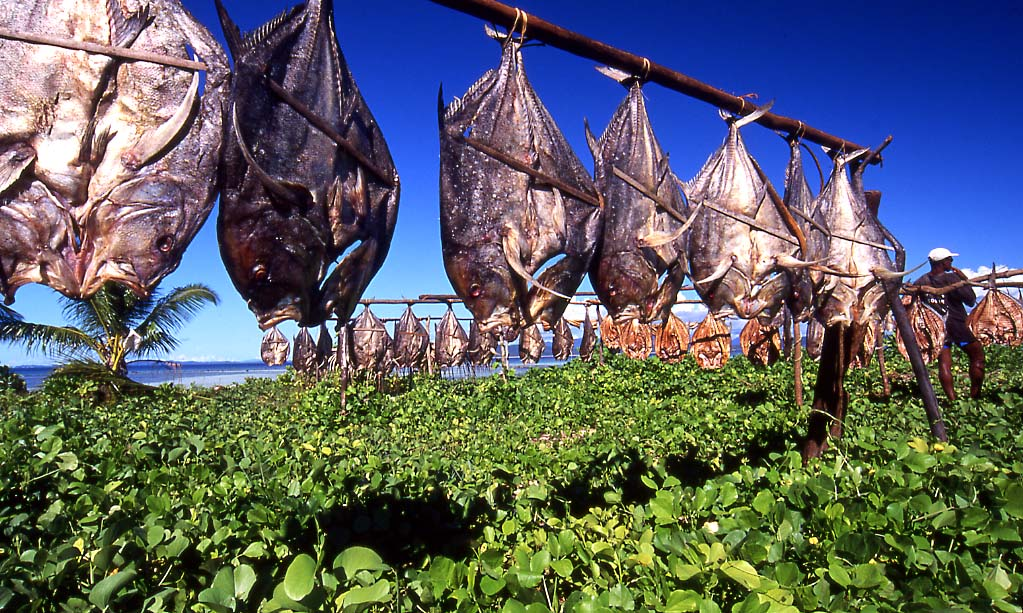
Les poissons sont conservés par des méthodes traditionnelles telles que le séchage, la fumaison et la salaison.

Au XVIe siècle, des royaumes centralisés ont émergé sur la côté occidentale parmi les Sakalava et dans les Hauts-Plateaux du Centre parmi les Merina. Les souverains merina célèbrent le nouvel an par une ancienne cérémonie merina intitulée le Bain Royal (fandroana). Pour cette cérémonie, un confit de bœuf appelé jaka ([ˈdzakə̥]) est préparé en plaçant la viande de bœuf dans des jarres ornées en argile qu'on scelle avec du suif, et qui sont conservées dans des fosses couvertes pendant un an. Le jaka est partagé entre amis au festival de l'année suivante. En dessert, les gourmands le complètent avec du riz bouilli dans du lait nappé de miel, une préparation appelée tatao ([taˈtau̯]). Selon l'histoire orale, le Roi Ralambo est à l'origine de ces traditions culinaires en Imerina. On attribue au père de Ralambo, le Roi Andriamanelo, l'introduction la tradition du mariage du vodiondry ([vudiˈuɳɖʳʲ]) ou « culotte de mouton », dans laquelle la partie la plus savoureuse de viande — la croupe - est offerte par le fiancé aux parents de la future mariée dans la cérémonie d'engagement. Dans la société contemporaine malgache, le terme persiste même si les familles vont probablement symboliquement offrir de l'argent  en lieu et place de la nourriture.

### 1650-1800
L'apparition des traites négrières a augmenté le commerce maritime dans les ports malgaches, y compris pour les denrées alimentaires. En 1698, un navire de commerce en route vers les colonies américaines s'est arrêté d'abord à Madagascar, pour obtenir des provisions de riz local malgache. Le vaisseau a transporté le riz à Charleston (Caroline du Sud), où ce grain malgache — une des onze variétés de riz apparemment cultivées sur l'île à la fin du XVIIIe siècle — est rapidement devenu la culture principale exportée vers le sud des États-Unis.

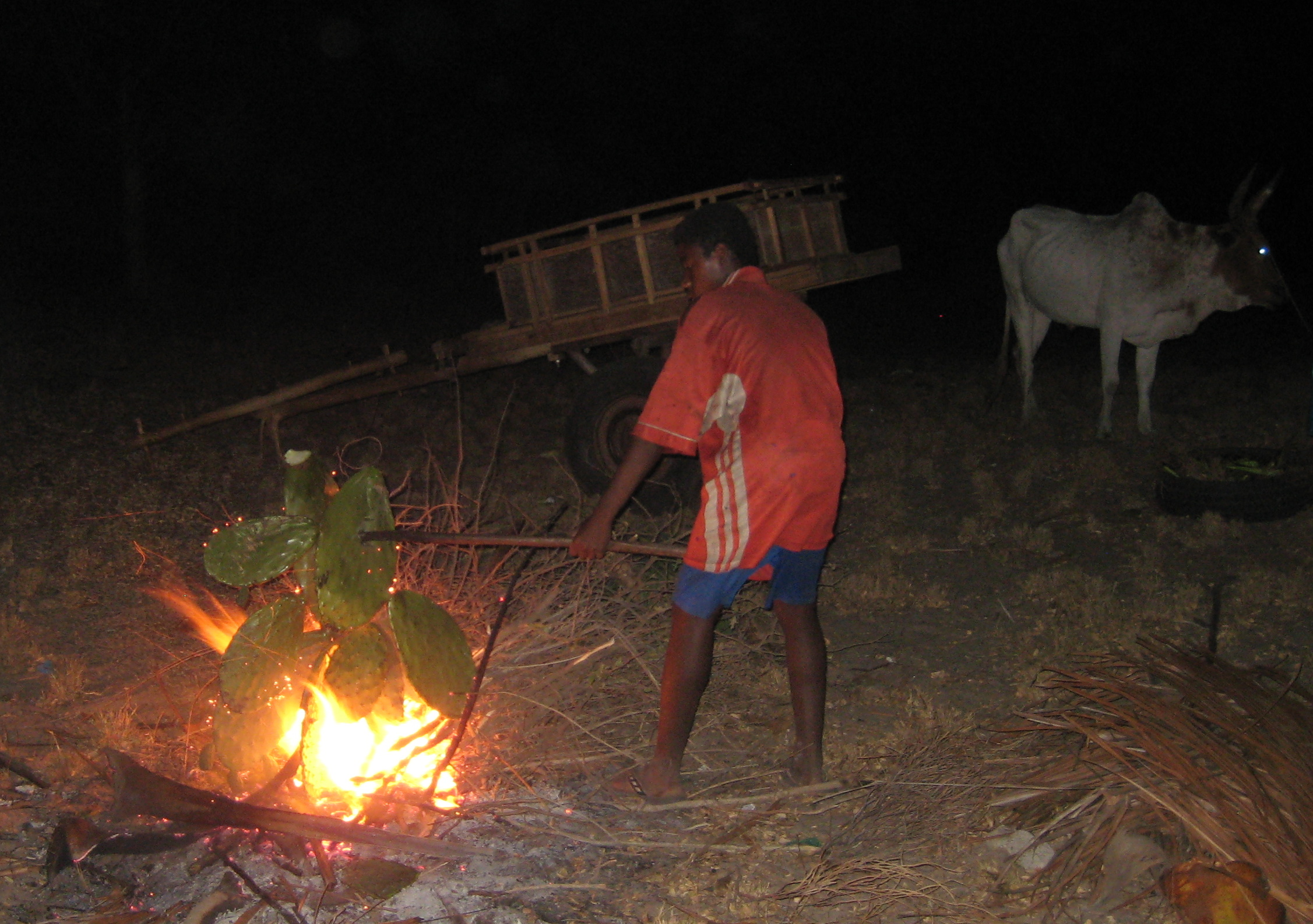
Un gardien de zébus du sud retire les épines d'un figuier de Barbarie avant de le donner à manger à son bétail.

De nombreux aliments ont été probablement importés. Les navires de commerce ont apporté des cultures des Amériques — comme des patates douces, des tomates, du maïs, de l'arachide, du tabac et des haricots de Lima — à Madagascar aux XVIe et XVIIe siècles ; le manioc est arrivé après 1735 de la colonie française voisine La Réunion. Ces produits ont d'abord été cultivés dans les zones côtières les plus proches de leurs ports d'arrivée, et ont ensuite rapidement été diffusés à travers l'île ; moins de cent ans après leur introduction, ils étaient courants dans les hauts-plateaux du centre. De la même façon, les agrumes comme les citrons, les citrons verts, les oranges et les ananas consommés par les marins pour repousser le scorbut pendant les longs voyages transatlantiques ont été introduits dans les ports côtiers malgaches. Leur culture locale a commencé peu de temps après.
Le figuier de Barbarie ou raketa ([raˈketə̥]), aussi appelé dans le sud de Madagascar sakafon-drano ([saˈkafuˈɳɖʳanʷ]) ou « nourriture d'eau », a été rapporté du Nouveau Monde à la colonie française de Fort Dauphin en 1769 par le Comte français Dolisie de Maudave. La plante s'est répandue dans toute la partie sud de l'île, où elle est devenue la culture vivrière de base des Mahafaly et des pasteurs bara. Consommer autour de six fruits de cette plante permet de devancer le besoin de boire de l'eau, et une fois les épines retirées, les cladodes de la plante peuvent nourrir et hydrater le bétail de zébus qu'ils gardent. L'introduction de cette plante a permis aux pasteurs du sud de se sédentariser et devenir des gardiens de troupeaux efficaces, stimulant ainsi la densité de population et le nombre de bovins dans la région.

### 1800-1896

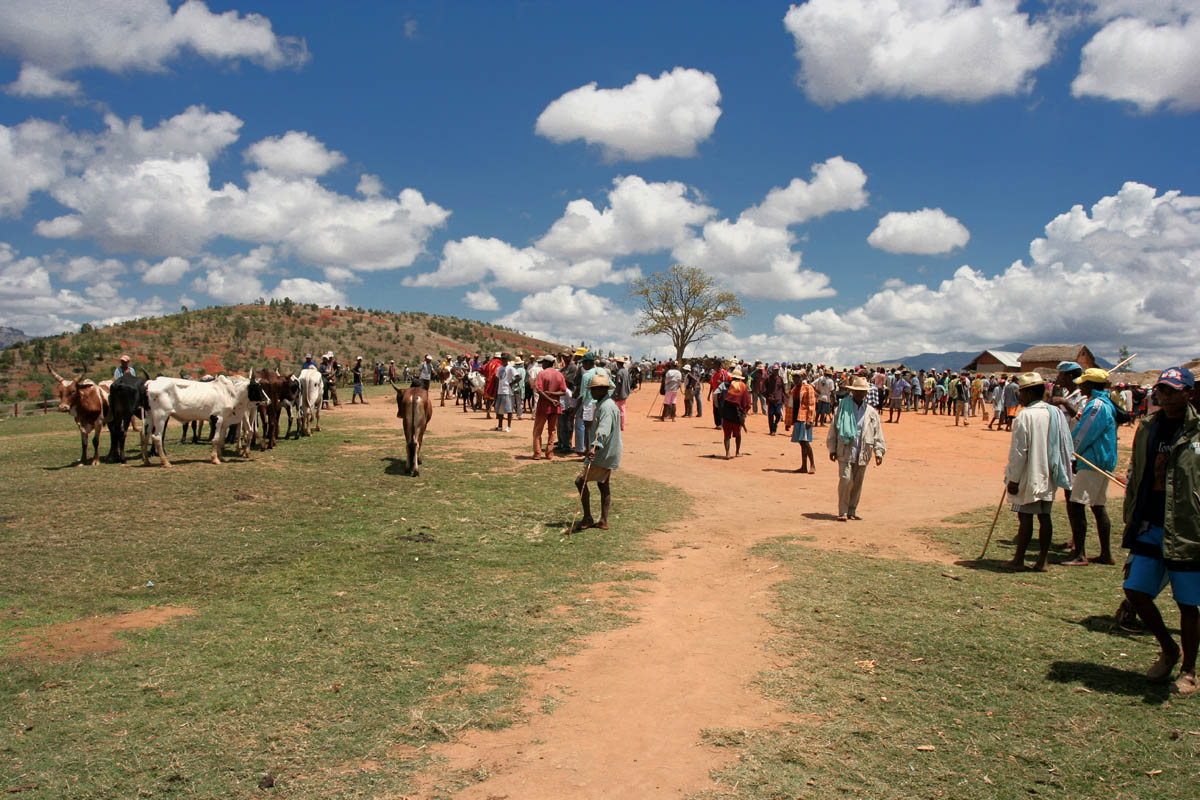
Marché de zébu à Ambalavao.

Le XVIIIe siècle dans les hauts-plateaux du centre est caractérisé par une croissance de la densité de population et les famines qui en ont découlé, aggravées par les conflits entre les principautés d'Imerina. Au tournant du XIXe siècle, le Roi Andrianampoinimerina (1787-1810) a réussi à unifier ces groupes merina fractionnés sous sa gouverne, puis s'est servi d'esclaves et du travail forcé — exigé en lieu et place des taxes pour ceux qui n'avaient pas les moyens matériels de payer — pour cultiver systématiquement les rizières irriguées autour d'Antananarivo. De cette manière, il a garanti des surplus de grain réguliers qui ont été suffisants afin de nourrir proprement l'ensemble de la population et l'exporter pour commercer avec d'autres régions de l'île. Des places de marché se sont établies à travers l'île pour servir de points de commerce centraux pour des produits de base tels que des viandes et des fruits de mer fumés et séchés, du maïs séché, du sel, du manioc séché et divers fruits. Des gâteaux de riz, dont les mofo gasy ([ˈmufʷˈɡasʲ]), ou « pains malgaches » et les menakely ([menə̥ˈkelʲ]), sont aussi vendus par ces marchands. Pendant cette période, la cuisine côtière a également évolué : les voyageurs du début du XIXe siècle ont rapporté avoir mangé des plats sur l'Île Sainte-Marie préparés avec de la poudre de curry (dont un riz épicé ressemblant à du biryani) et avoir bu du café et du thé. Le fils d'Andrianampoinimerina, Radama Ier, a unifié avec succès quasiment toute l'île sous son règne, et a créé le Royaume de Madagascar. La lignée de monarques merina a continué à gouverner l'île jusqu'à sa colonisation par les Français en 1896.

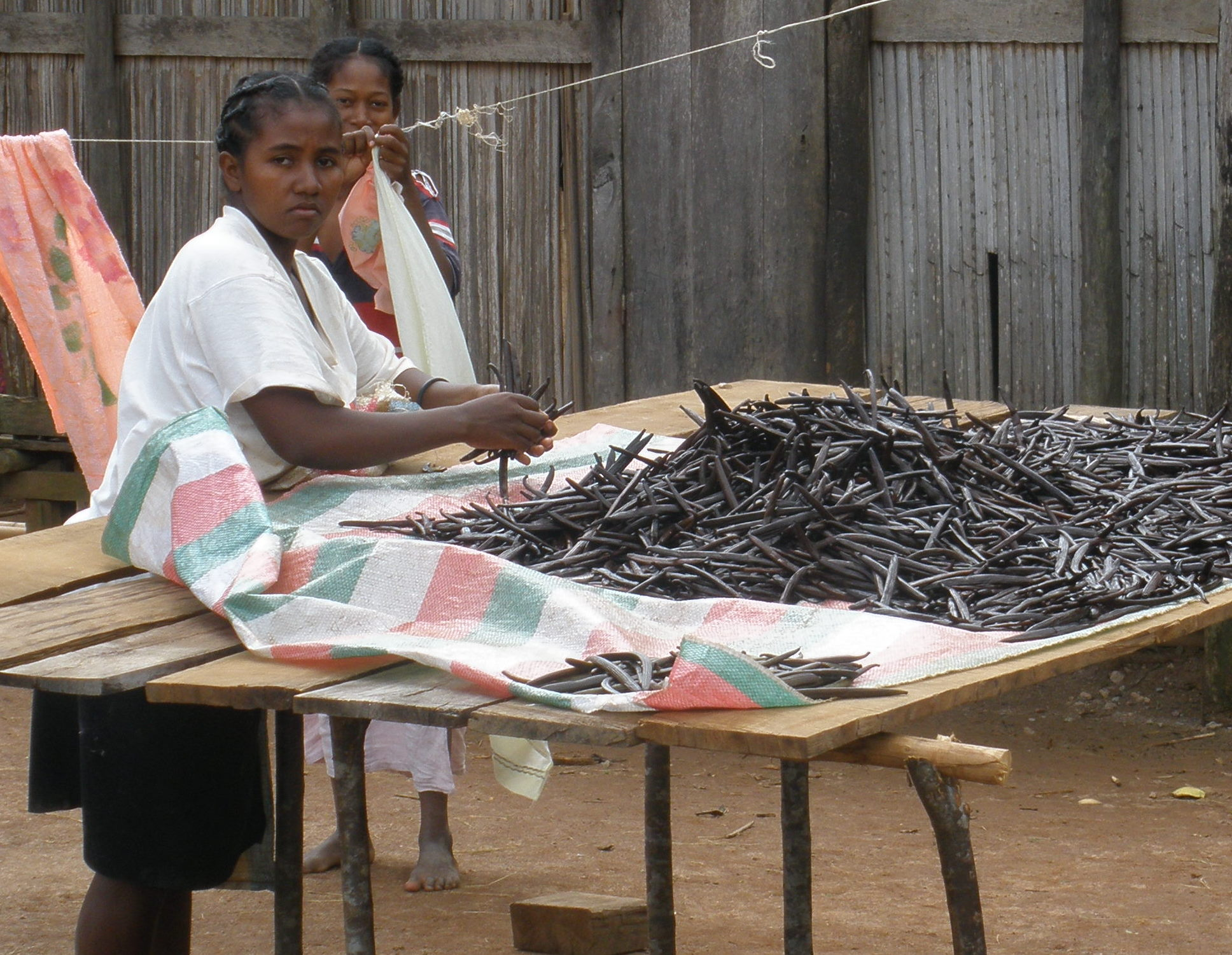
Femme malgache triant de la vanille à Sambava.

Sous le Royaume de Madagascar, des plantations ont été créées pour la production de cultures exportées vers des marchés étrangers comme l'Angleterre et la France. Le girofle a été importé et planté en 1803, et la noix de coco — jusqu'ici relativement rare dans l'île — a été cultivée dans les plantations pour produire de l'huile. De même, le café pousse sur des parcelles familiales de quatre ou cinq arbres jusqu'au début du XIXe siècle, quand démarre une culture plus intensive destinée à l'exportation. La vanille, qui sera plus tard l'une des cultures d'exportation majeures de Madagascar, a été introduite par des entrepreneurs français en 1840 et plantée dans les forêts humides côtières orientales. La technique de pollinisation à la main, essentielle pour des récoltes élevées de vanille, a été intronisée trente ans plus tard. Néanmoins, la vanille demeure une culture marginale jusqu'à la fin de la monarchie.
Durant les festivals royaux merina, on consomme des hanim-pito loha ([amˈpitʷˈlu]). Ce sont sept plats considérés comme les plus convoités du royaume. Parmi ces plats on trouve des voanjobory ([vwandzˈburʲ], pois de terre), de l'amalona ([aˈmalnə̥], anguille), des vorivorinkena ([vurvurˈkenə̥], tripes de bœuf), du ravitoto ([ravˈtutʷ], feuilles de manioc pilées) et de la vorontsiloza ([vurntsʲˈluzə̥], dinde), chacun étant cuisiné avec du porc et habituellement du gingembre, de l'ail, de l'oignon et de la tomate ; le romazava ([rumaˈzavə̥], un ragoût de bœuf et de brèdes) et des varanga ([vaˈraŋɡə̥], morceaux de rôti de bœuf) complètent la liste. La colonisation de Madagascar par les Français a signifié la fin de la monarchie malgache et ses festins élaborés, mais les traditions de cette cuisine élégante ont été préservées dans les foyers, où ces plats sont régulièrement préparés. On les sert également dans beaucoup de restaurants à travers l'île.

### 1896-1960
Le gouvernement colonial français a démarré en 1896 et a introduit de nombreuses nouveautés dans les cuisines locales. Certains nouveaux noms d'aliments dérivés du français — à l'époque la langue dominante de l'état — se sont largement répandus. Les baguettes se sont popularisées dans les zones urbaines cosmopolites, ainsi que des pâtisseries et desserts français variés comme des cornets à la crème, des mille-feuilles, des croissants et du chocolat chaud. Les Français ont également introduit le foie gras, désormais produit localement, et popularisé un plat appelé dans les hauts-plateaux « composé » : une salade de macaroni froide mélangée à des légumes blanchis inspirée de la macédoine de légumes française. Les Français ont établi des plantations pour des cultures de rente variées, qui comprenaient non seulement celles déjà exploitées au XIXe siècle, mais aussi de nouveaux fruits, légumes et élevages étrangers, avec plus ou moins de réussite. Le thé, le café, la vanille, l'huile de coco et les épices sont devenus des exportations à succès. La noix de coco est devenue un ingrédient régulier de la cuisine côtière, et la vanille a commencé à être utilisée dans des sauces pour des plats de volailles et de fruits de mer.

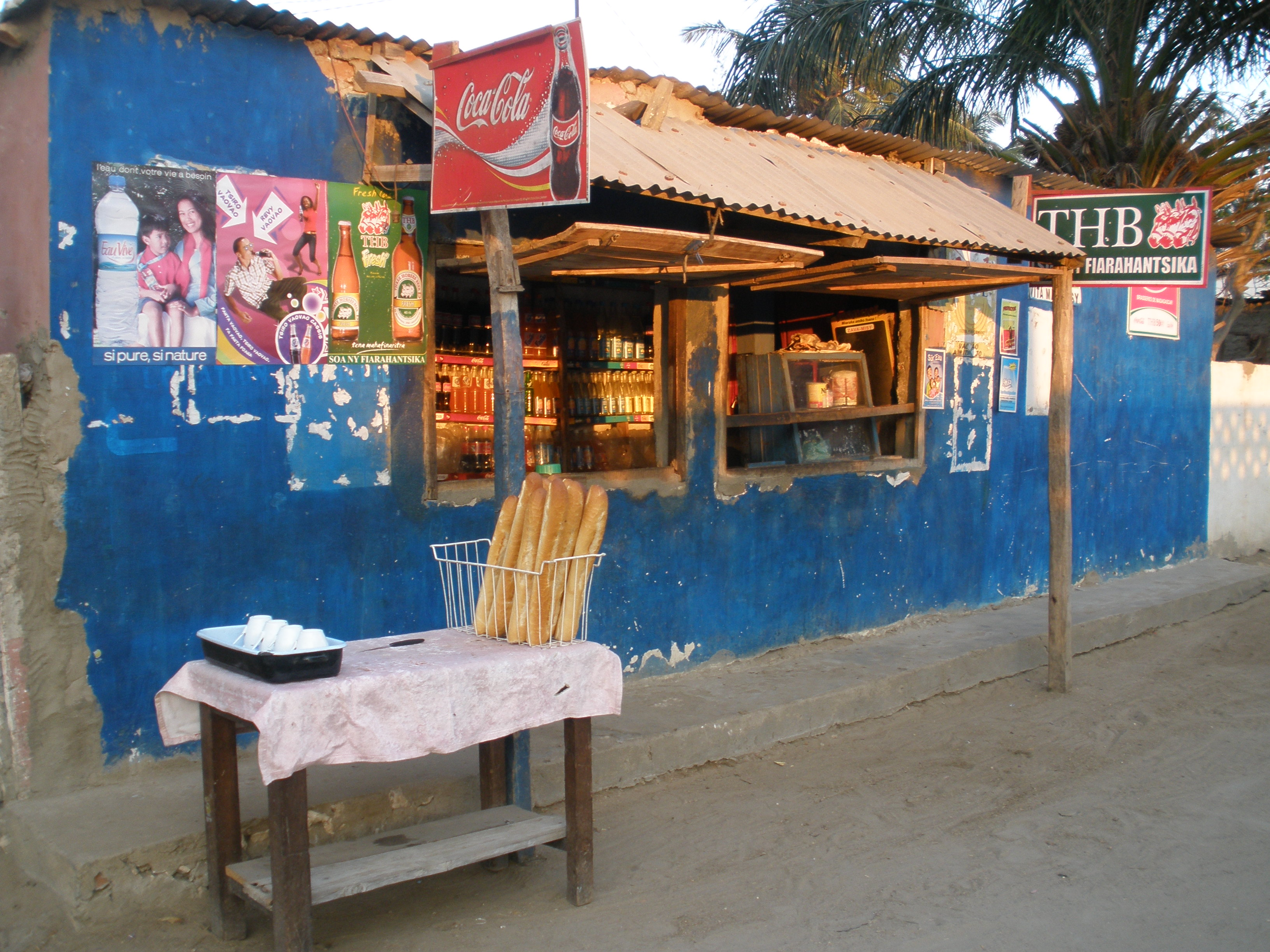
Baguettes françaises en vente dans un magasin de Tuléar.

Bien qu'une poignée de colons chinois soient arrivés à Madagascar vers la fin du règne de la Reine Ranavalona III, le premier afflux massif de migrants chinois a suivi l'annonce du Général Joseph Gallieni, premier gouverneur général de la colonie de Madagascar, sollicitant 3 000 travailleurs chinois pour construire une ligne de chemin de fer dans le nord entre Antananarivo et Toamasina. Les migrants chinois ont introduit nombre de plats qui font désormais partie de la cuisine populaire urbaine dans les régions aux grandes communautés chinoises, dont le riz cantonais, la « soupe chinoise » (soupe de nouilles chinoises), les misao (nouilles frites), les pao (humbao) et les nems.
Dans les années 1880, une communauté d'environ 200 commerçants indiens s'est établie à Majunga, un port sur la côte nord-ouest de Madagascar, près de la baie de Bombetoka à l'embouchure de la Betsiboka. Trente ans plus tard, la population des Indiens de Madagascar a atteint plus de 4 000 personnes, concentrées le long des ports de commerce de la côte nord-ouest. Ces premières communautés indiennes ont rendu populaires les currys et les biryanis à travers la région. Le khimo en particulier, un plat à base de keema indien, est devenu une spécialité de Majunga. Les samoussas (sambos) indiens sont devenus très vite un plat populaire de la gastronomie ambulante dans quasiment toute l'île, où on les nomme également tsaky telozoro ([ˈtsakʲteluˈzurʷ], « casse-croûte triangle »).
Pendant que les innovations françaises ont enrichi la cuisine à bien des égards, tout n'a pas été pour le mieux. Depuis l'introduction française du figuier de Barbarie au XVIIIe siècle, le style de vie des pasteurs du sud est devenu progressivement dépendant de la plante pour assurer de la nourriture et de l'eau à leurs zébus mais aussi comme fruits et eau pour eux-mêmes durant la saison sèche entre juillet et décembre. Cependant, en 1925, un colon français souhaitant éradiquer le figuier de sa propriété dans la ville du sud-ouest de Tuléar a introduit la cochenille, un insecte connu pour être un parasite de la plante. En cinq ans, quasiment tous les figuiers de Barbarie ont été éliminés du sud de Madagascar, déclenchant la famine massive de 1930-1931. Même si ces groupes se sont depuis adaptés de plusieurs façons différentes, cette période de famine a marqué leur histoire commune comme étant la période-charnière où leur style de vie traditionnel s'est éteint avec l'arrivée des étrangers sur leurs terres.

## Cuisine contemporaine

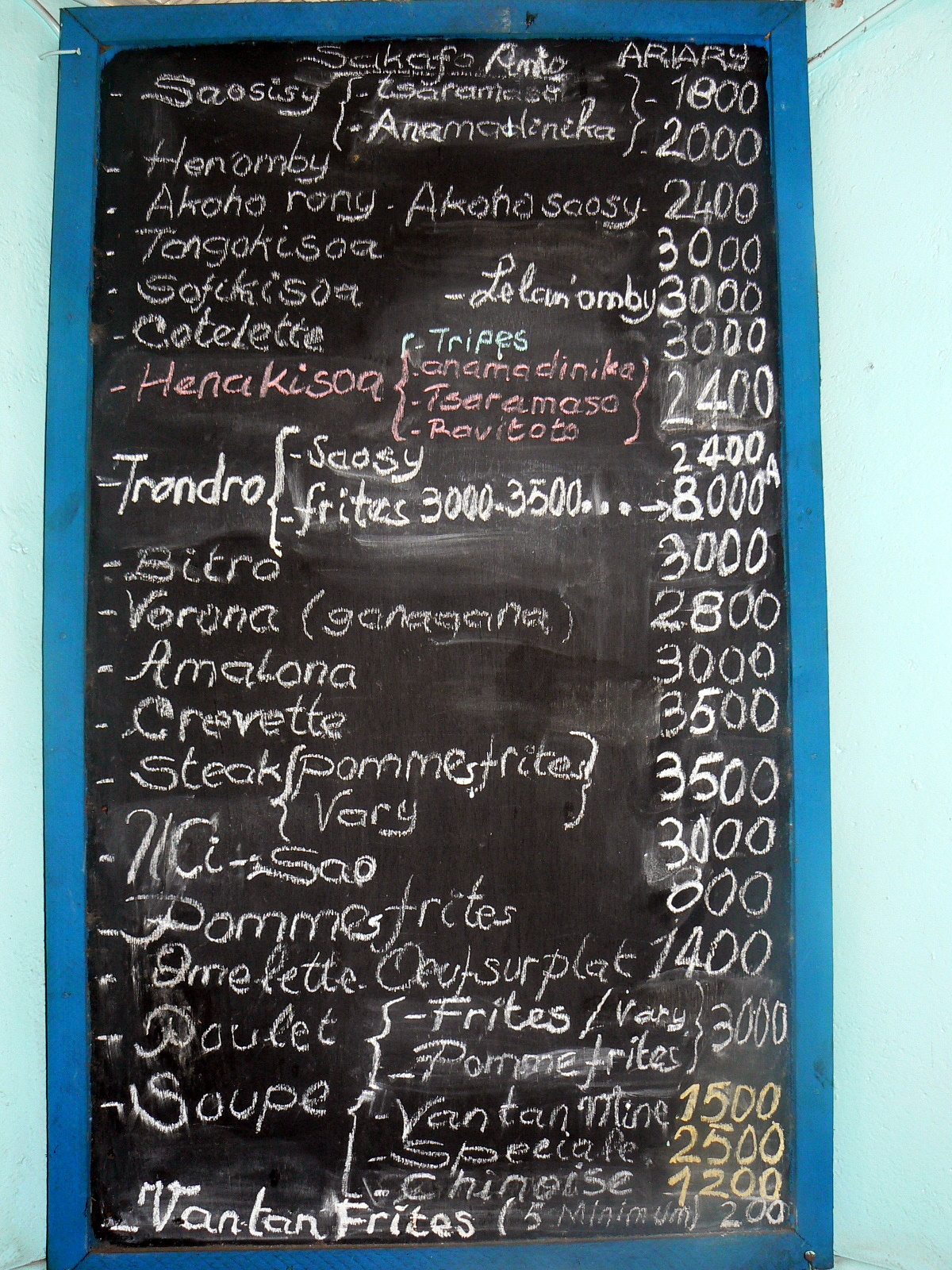
Menu du jour dans un hotely (bistrot).

Depuis que Madagascar s'est libéré du gouvernement colonial français en 1960, la cuisine malgache a reflété les cultures et influences historiques diverses de l'île. À travers le pays, le riz est considéré comme un ingrédient dominant et constitue l'aliment de base du régime alimentaire dans toutes les régions à l'exception des régions les plus arides de l'ouest et du sud. Les accompagnements servis avec le riz varient selon les régions en fonction de la disponibilité des ingrédients et les normes culturelles locales. À l'extérieur, la cuisine malgache est servie dans des buffets simples sur la rue (gargotes) ou dans des petits bistrots (hotely). Les casse-croûtes et mets à base de riz peuvent aussi être achetés auprès de vendeurs ambulants dans les rues. Les restaurants haut de gamme offrent une diversité plus grande de cuisine étrangère et de plats malgaches s'inspirant d'influences de France et d'ailleurs aussi bien dans les techniques de préparation, dans les ingrédients que dans la présentation.

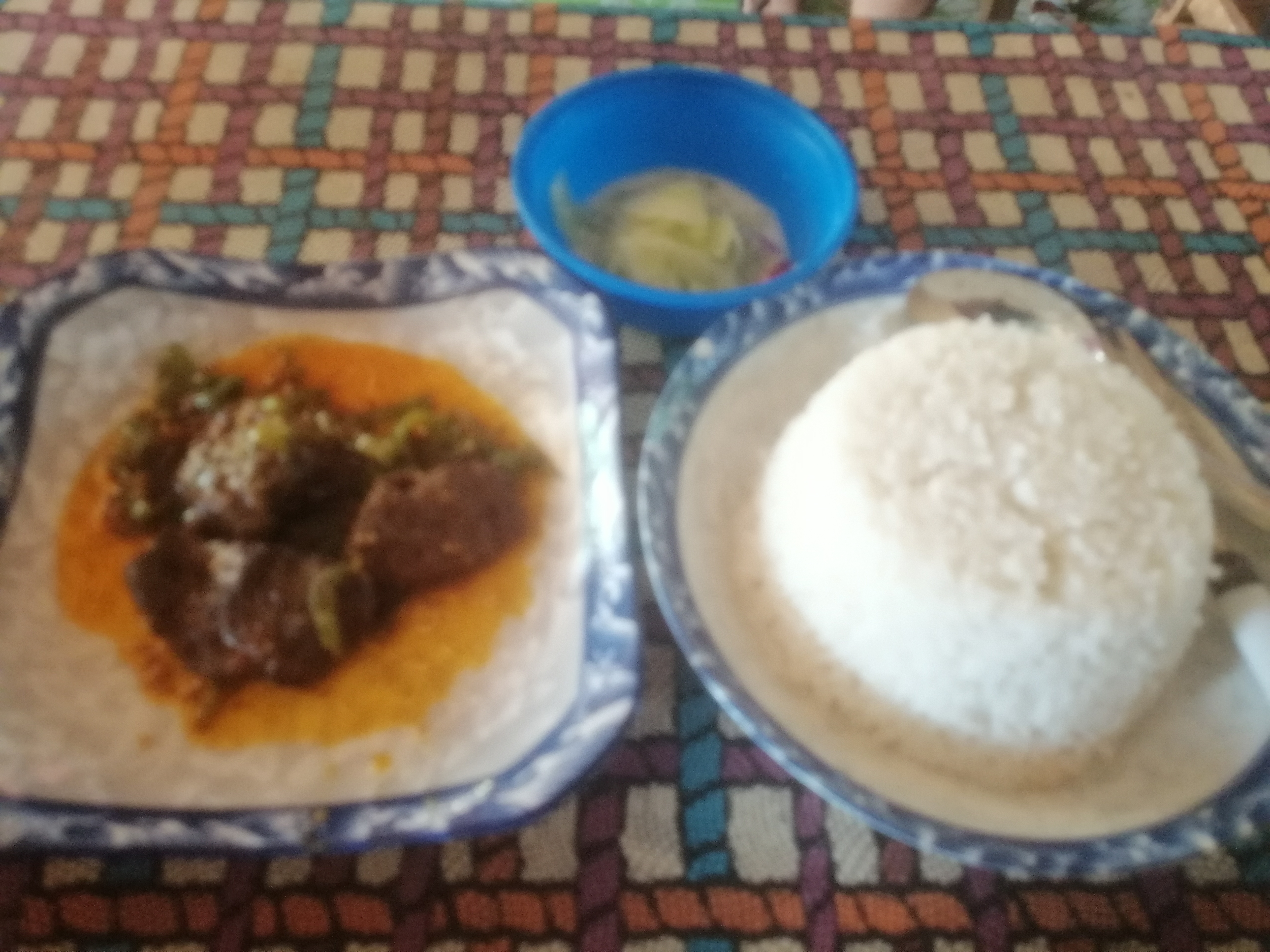
Riz accompagné de foie de zébu sauce

### Riz (vary)

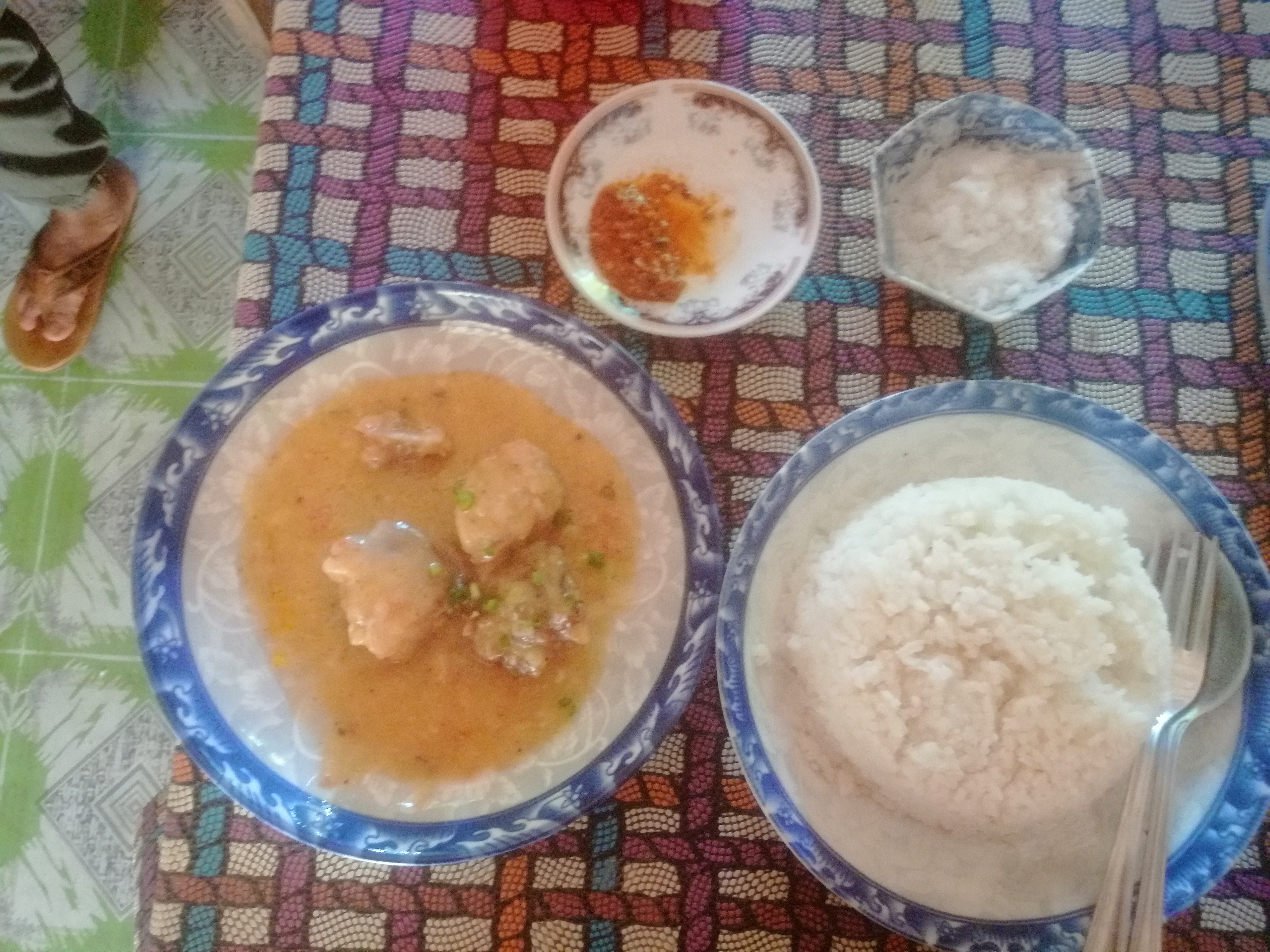
Riz accompagné de poisson au coco.

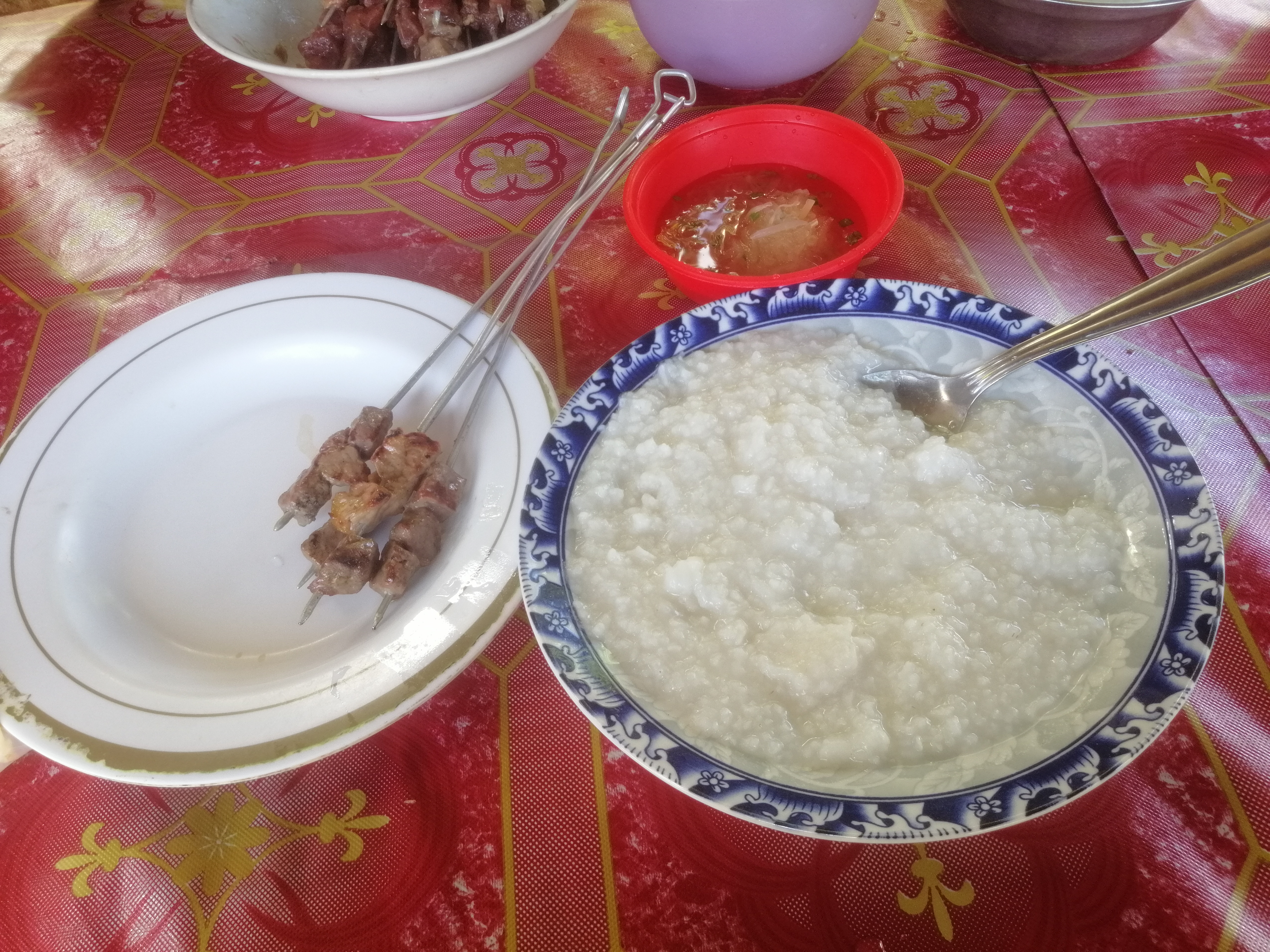
Sabeda au brochette.

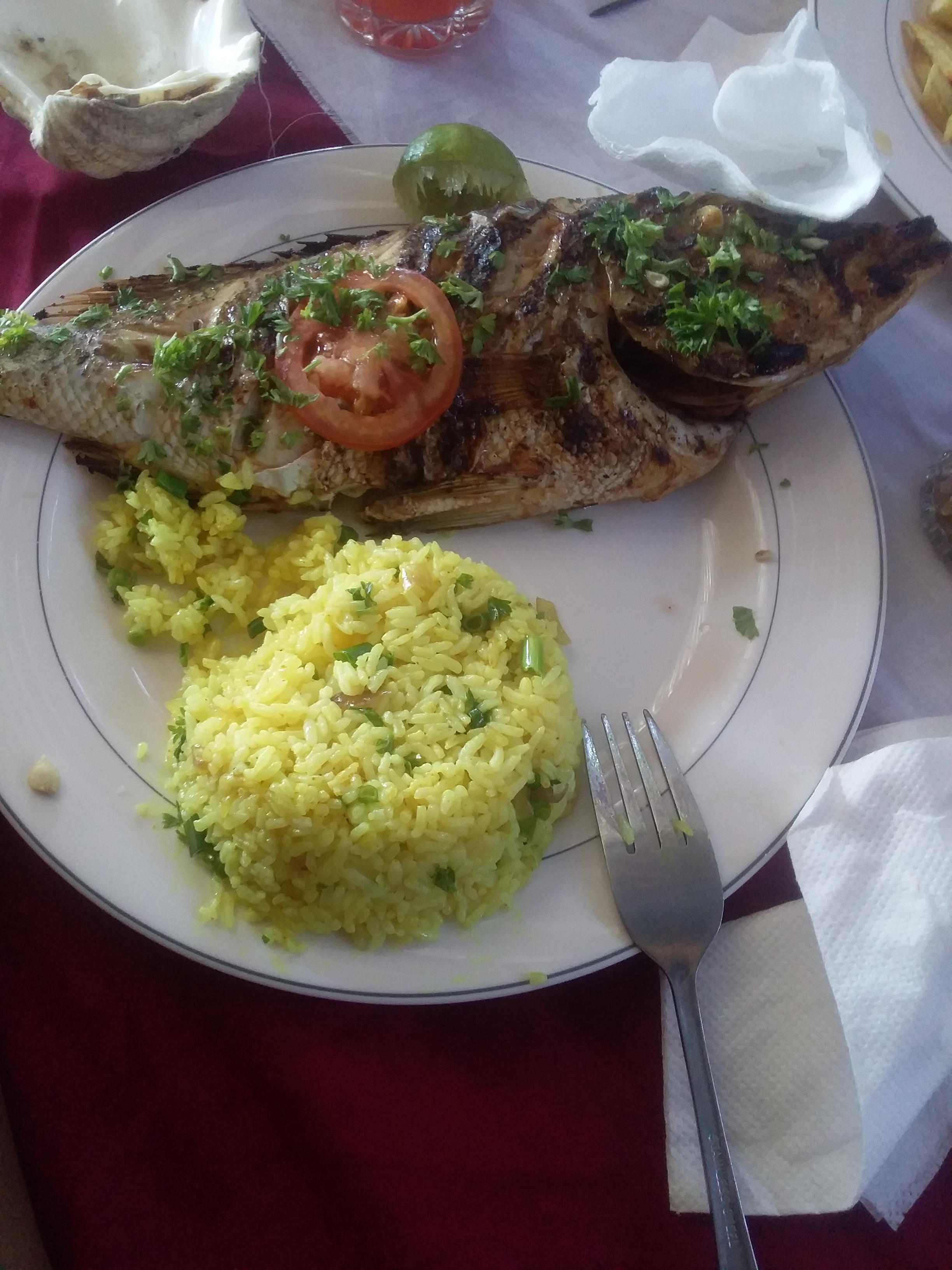
Riz au coco de Ramena Diego.

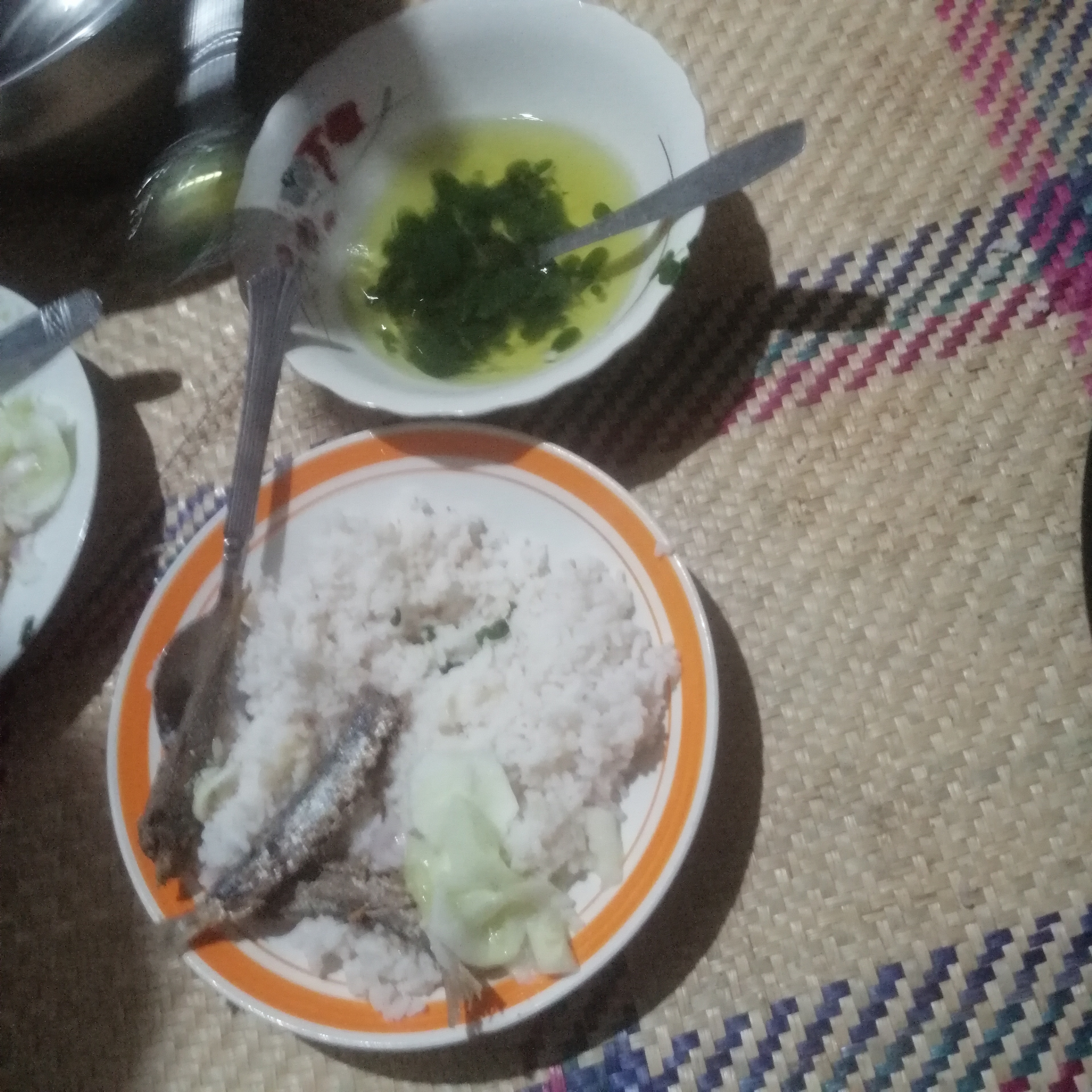
Riz au sardine et romazava.

Le riz (vary) est la pierre angulaire du régime malgache et est typiquement consommé à chaque repas. En temps "normal" un malgache mange du riz le matin, le midi, et le soir, 3 fois par jour donc, mais par temps de "crise", il arrive qu'une fois sur deux, voire deux fois sur trois, le riz est remplacé par d'autres aliments tel que le manioc, la banane verte, le maïs, etc... Le verbe « manger » en malgache se dit mihinana. Le riz peut être préparé avec différentes rations d'eau pour produire un riz sec moelleux (vary maina, [ˌvarʲ ˈmajnə̥]) consommé avec une sorte d'accompagnement (laoka) en sauce. On peut aussi le préparer avec plus d'eau pour créer un porridge de riz sirupeux appelé vary sosoa ([ˌvarʲ suˈsu]) qui est habituellement consommé au petit déjeuner ou préparé pour les gens malades. Le vary sosoa peut s'accompagner d'un laoka sec tel que des kitoza, lanières de zébu fumées. Une variante populaire, vary amin'anana ([ˈvarʲ ˌjamʲˈnananə̥]), est un porridge traditionnel fait de riz, viande et légumes hachés. Pendant un famadihana (cérémonie de retournement des morts) des hauts-plateaux, une sorte de riz spécifique appelé vary be menaka ([ˈvarʲ beˈmenakə̥], « riz avec beaucoup de graisse ») est préparé en cuisant du riz avec de l'huile ou, de préférence, des portions fortement graisseuses de porc. Il existe plusieurs autres recettes de riz dont notamment le riz au lait de coco, ou riz au coco, le riz au curry ou curcuma (riz jaune), la soupe de riz, etc.

### Accompagnement (laokaouro)

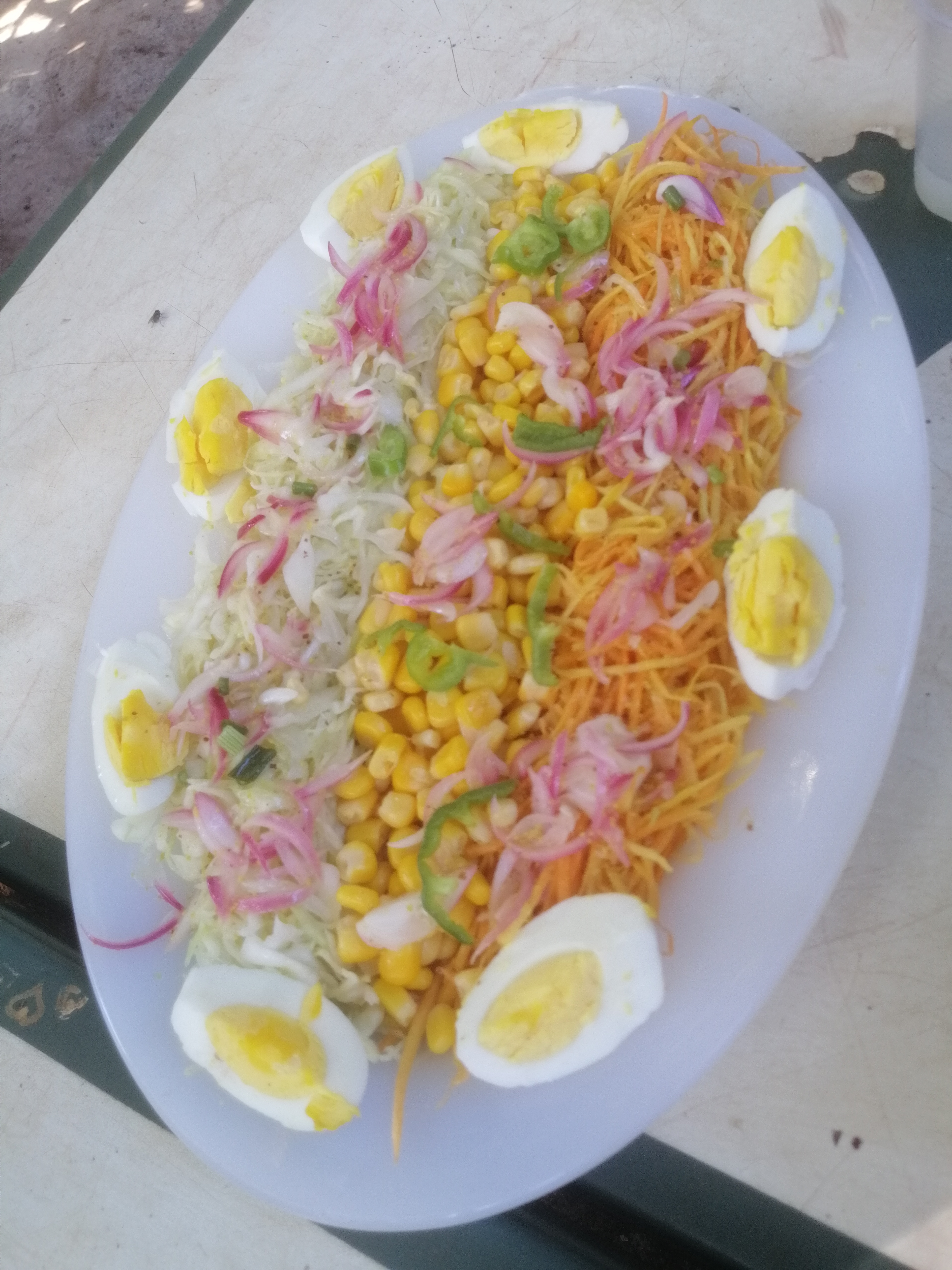
Salade pour accompagner le riz

L'accompagnement servi avec du riz est appelé laoka dans le dialecte des hauts-plateaux, qui est la version officielle de la langue malgache. Le laoka est très souvent servi avec une sorte de sauce : dans les hauts-plateaux, cette sauce a habituellement une base de tomates, tandis que dans les zones côtières le lait de coco est souvent ajouté à la cuisson. Dans l'intérieur du sud et de l'ouest où le parcage de zébus est traditionnel, le lait frais ou caillé de zébu est souvent incorporé dans les plats de légumes. Les laoka sont divers et peuvent inclure des ingrédients tels que des pois de terre avec du porc, du bœuf ou du poisson ; des trondro gasy ([ˌtʂundʐʷ ˈɡasʲ], différents poissons d'eau douce) ; des feuilles de manioc pilées avec des cacahuètes, du bœuf ou du porc ; du henan'omby ([henˈnumbʲ], bœuf) ou de l'akoho ([aˈkuː], poulet) sauté avec du gingembre et de l'ail ou mijoté dans son propre jus (une préparation appelée ritra [ˈritʂə̥]) ; différentes sortes de fruits de mer, qui sont plus facilement disponibles le long des côtes que dans les gros centres urbains ; et plein d'autres,. Une gamme d'herbes locales (brèdes) telles que les anamamy ([anaˈmamʲ], brèdes Morelle, Solanum nigrum), les anamafaitra ([anaˈmafai̯ʈʳ], brèdes Martin) et surtout les anamalao ([anamaˈlau̯], brèdes mafane, ou « herbes piquantes ») — célèbres pour l'effet analgésique modéré que les feuilles bouillies et leurs fleurs produisent — est généralement vendue aux côtés des anandrano ([ananˈɖʳanʷ], cresson) et des anatsonga ([anaˈtsuŋɡə̥], Brassica juncea). Dans l'ouest et le sud arides, parmi les peuples Bara ou Tandroy, les aliments de base incluent les patates douces, les yams, les racines de chou chine et surtout le manioc, le millet et le maïs, généralement bouillis dans l'eau et de temps en temps servis dans du lait entier ou aromatisés aux cacahuètes écrasées.

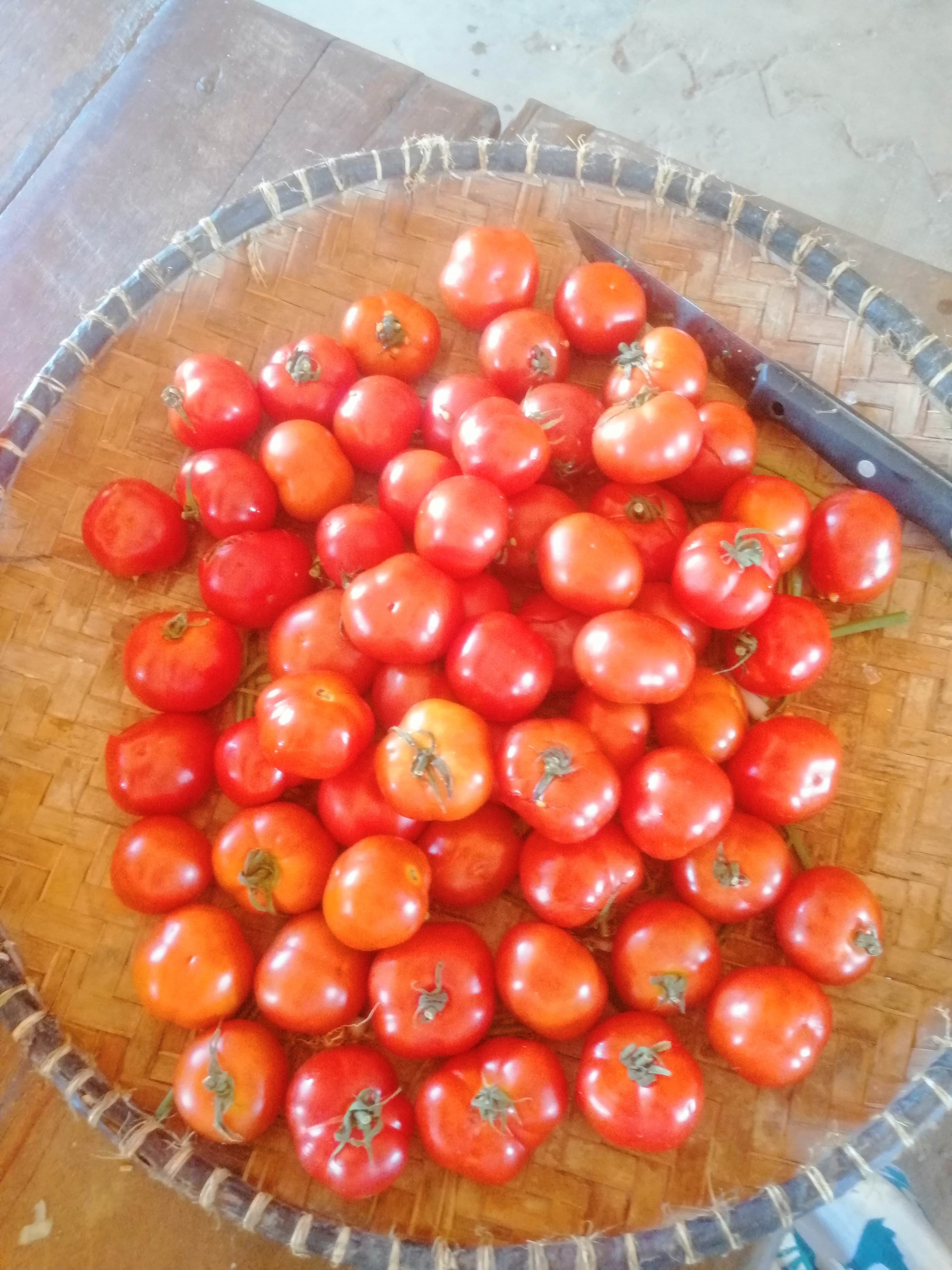
Tomate.

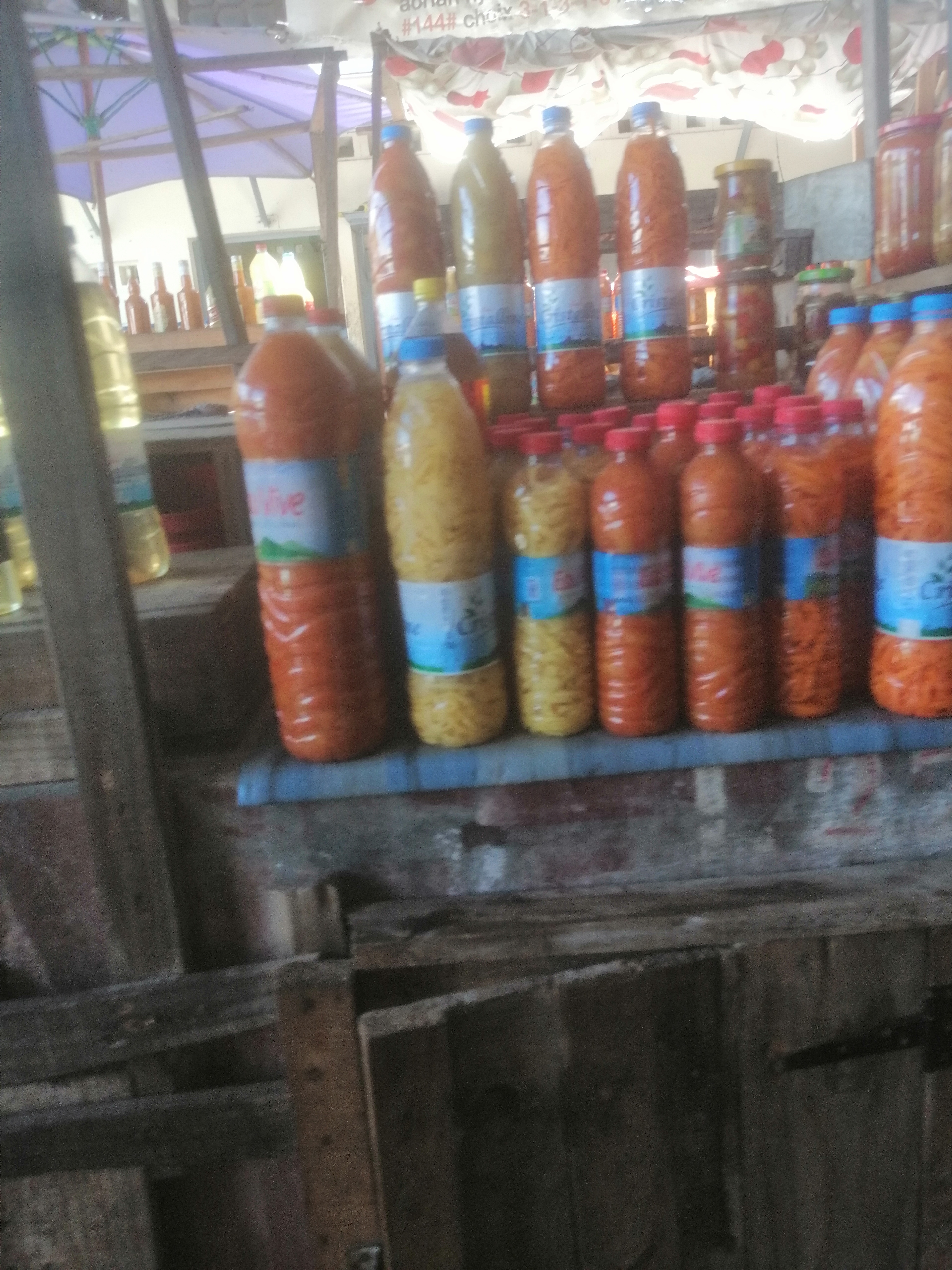
Achard mangue et piment/citron et piment.

L'ail, l'oignon, le gingembre, les tomates, le curcuma, et le sel composent les ingrédients de base pour aromatiser les plats, et dans les zones côtières d'autres ingrédients tels que le lait de coco, la vanille, le girofle ou le curcuma peuvent être utilisés. Un éventail de condiments est servi sur le côté et mélangé au riz ou au laoka de manière individuelle au lieu d'être mélangé au plat à la cuisson. Le condiment le plus simple et le plus fréquent, le Piment ou sakay ([saˈkai̯]), est un condiment épicé à base de piments rouges et verts. Les condiments indiens composés de mangues, de citrons et d'autres fruits marinés (appelé achards ou lasary [laˈsarʲ]) sont une spécialité côtière ; dans les hauts-plateaux, le lasary fait souvent référence à une salade de haricots verts, choux, carottes et oignons dans une sauce vinaigrette, aussi populaire en plat d'accompagnement qu'en garniture de sandwich baguette.
Le ro (ru, bouillon) peut se servir en laoka principal ou en sus pour aromatiser et humecter le riz. Le ro-mangazafy ([rumaŋɡaˈzafʲ]) est un bouillon riche et savoureux à base de bœuf, tomate et ail qui accompagne souvent un laoka sec. À l'opposé, le romatsatso ([rumaˈtsatsʷ]) est un bouillon léger et assez fade composé à partir d'oignon, de tomates et d’anamamy servis avec de la viande ou de la graisse de volaille. Le ron-akoho ([runaˈku]), un bouillon de poulet gingembre, est un remède maison contre les coups de froid, tandis que le rompatsa ([rumˈpatsə̥]) — un bouillon à base de chevaquines (minuscules crevettes séchées) et de bœuf, auxquels on ajoute souvent des patates et leurs feuilles — est traditionnellement consommé par les jeunes mères pour favoriser la lactation. Le plat national est un bouillon appelé romazava, qui dans sa forme la plus simple est composé de bœuf et d’anamalao et anantsonga ou anamamy, bien que des ingrédients tels que la tomate, l'oignon et le gingembre soient habituellement inclus pour créer des versions plus raffinées et savoureuses. Le romazava est connu pour contenir des fleurs d'anamalao qui produisent un doux effet analgésique quand on consomme le bouillon. Le mot romazava veut dire "bouillon clair", avec ro qui veut dire bouillon ou eau et mazava qui veut dire clair.

### Gastronomie ambulante

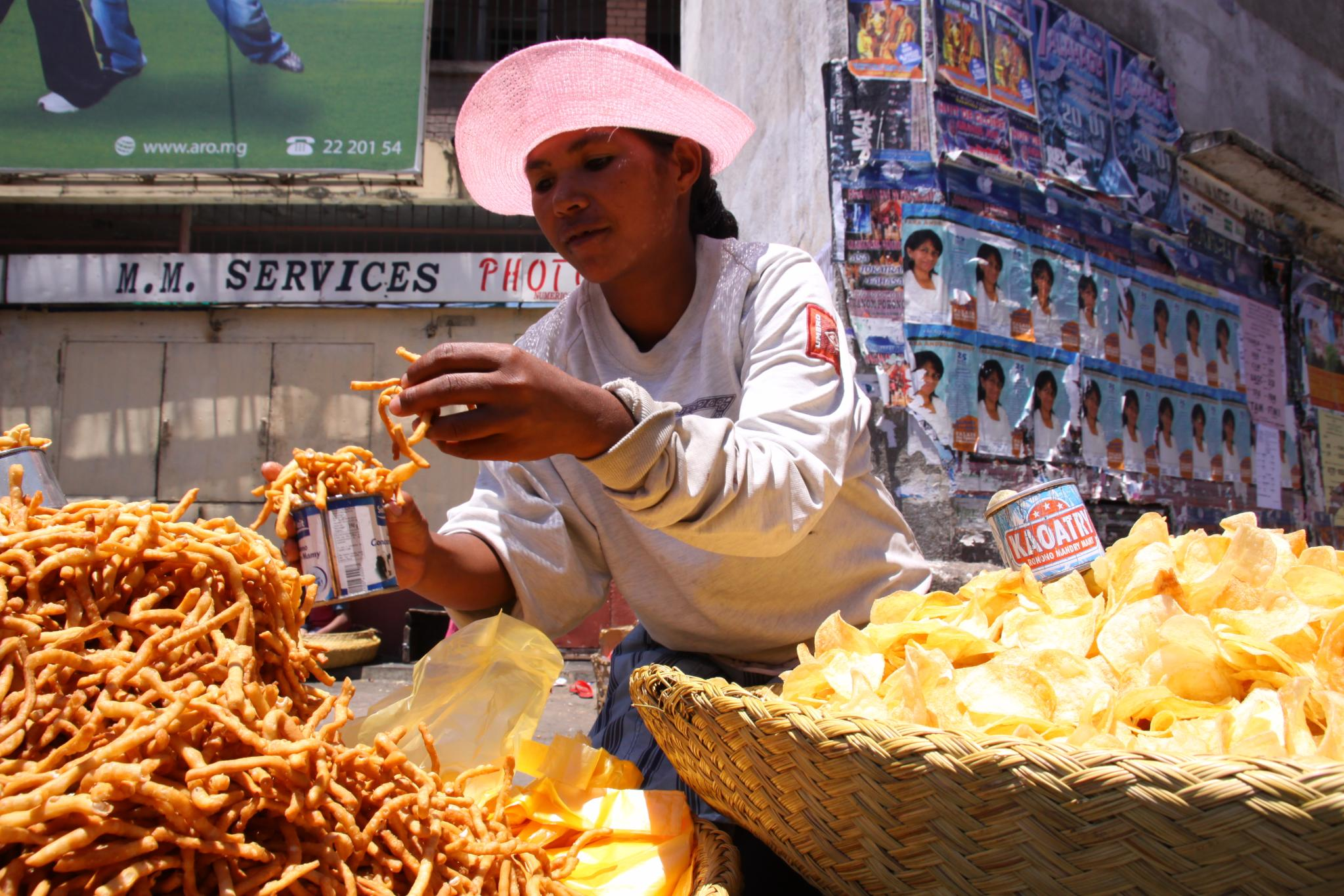
Une vendeuse ambulante proposant des cacas pigeons (à gauche) et des chips fraîches (à droite).

Une palette de gâteaux et fritures collectivement appelés mofo ([ˈmuf], signifiant « pain ») est disponible dans les kiosques des villes et villages de Madagascar. Le plus courant est le mofo gasy, signifiant « pain malgache », à base de pâte de farine de riz sucrée versée dans des moules circulaires graissés et cuits sur charbon de bois. Le mofo gasy est un petit déjeuner populaire et est souvent consommé avec du café, également vendu en kiosque. Dans les zones côtières ce mofo peut être fait de lait de coco et est appelé mokary vary

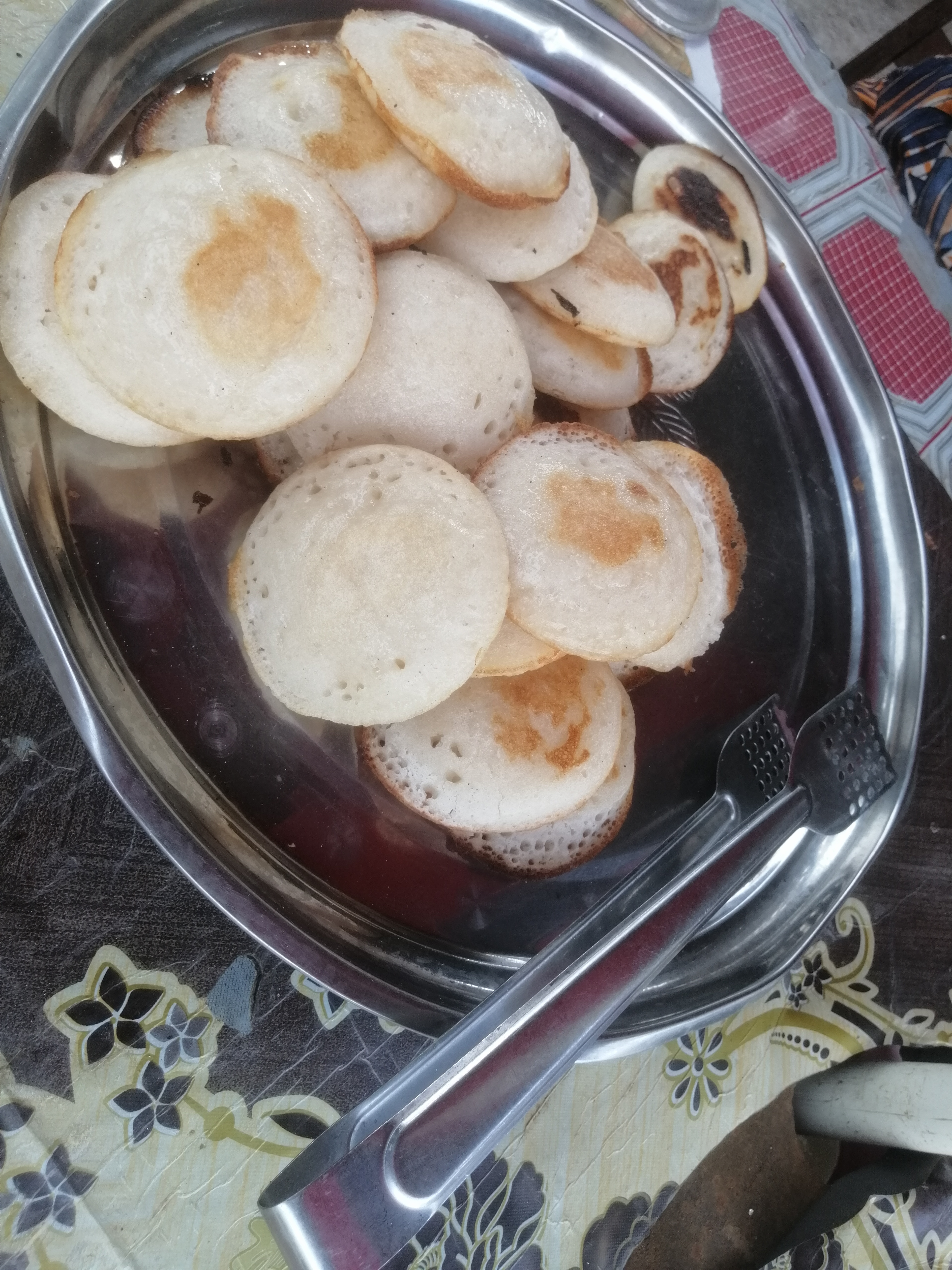
galette de riz ou mokary Vary (mofo gasy)

([muˈkarʲˈvarʲ]). Il y a d'autres mofo sucrés dont un donut frit appelé menakely et une boule frite intitulée mofo baolina ([ˌmuf ˈbolː]), ainsi qu'une gamme de fruits frits, l'ananas et la banane étant les plus fréquents. En apéritif, on peut consommer un mofo qui s'appelle ramanonaka ([ˌramaˈnunakə̥]), un mofo gasy salé et frit au lard, et une friture assaisonnée de brèdes hachés, d'oignons, de tomates et de piments mofo sakay ([ˌmuf saˈkai̯], signifiant « beignet piment »).
Dans les places de marché et les stations d'essence on peut trouver des marchands vendant des koba akondro ([kubaˈkundʐʷ]), une sucrerie créée en enveloppant une pâte de cacahuètes hachées, banane écrasée, miel et farine de maïs avec des feuilles de banane, et en cuisant les petits gâteaux obtenus à la vapeur ou en les faisant bouillir jusqu'à ce que la pâte soit ferme,. Des gaufrettes aux cacahuètes, des bananes séchées, des boules de pâte de tamarins enrobées de sucre roux, des beignets frits semblables aux wonton chinois appelés kaka pizon ([kaka pizõ], « cacas pigeons », également consommés dans les îles voisines de la Réunion et de Maurice) et des yaourts faits maison sont tous présents en abondance sur les étals. Les mofo sakay ou « pain piment », sont des petits beignets pimentés au cresson que l'on trouve à tous les coins de rue et dans tous les marchés de la grande île. C'est une spécialité de la street food malgache. Dans les zones rurales, le manioc ou les patates douces cuits à la vapeur sont consommés, de temps en temps avec du lait frais ou du lait concentré sucré.
Les échoppes de rue proposent des sambos et des masikita ([machkit]), petites brochettes de zébu grillées. On y retrouve également des cacahuètes caramélisées, des bonbons au coco, des beignets de banane et des beignets de manioc.

### Desserts

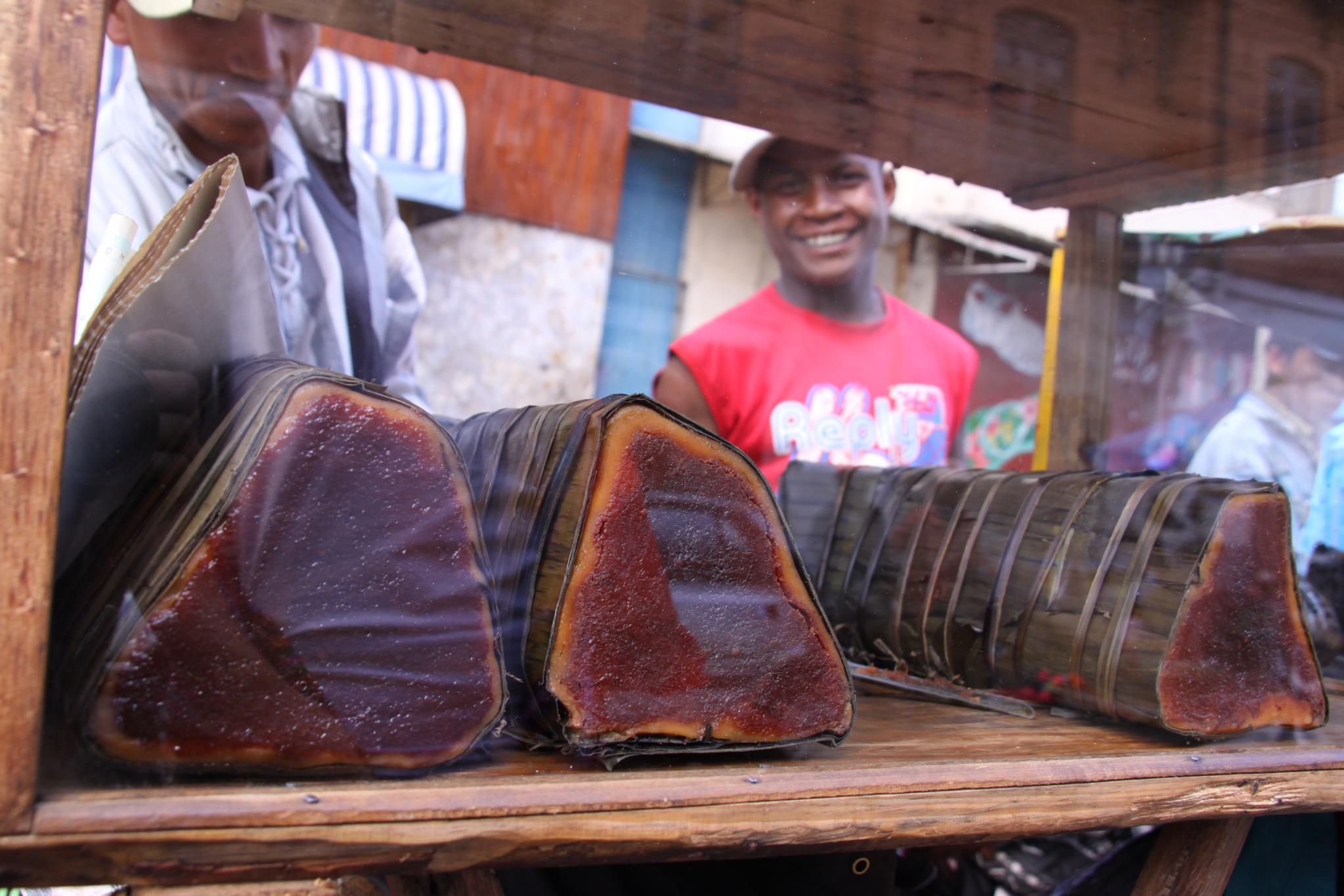
Des colporteurs à Antananarivo vendent des koba, des bonbons à base de cacahuètes hachées, sucre et farine de riz.

Traditionnellement, des fruits frais après le repas servent de dessert. De la canne à sucre fraîche peut aussi être mâchée comme une friandise. Un large éventail de fruits tempérés et tropicaux est cultivé localement et peut être savouré frais ou saupoudré de sucre. Dans les fruits tempérés de Madagascar on trouve entre autres des pommes, citrons, potirons, pastèques, oranges et fraises. Les cerises sont absentes car ce qui fait fleurir un cerisier est l'allongement de la durée du jour entre hiver et printemps et qui est insuffisant à Madagascar, pays tropical. Cependant il existe l'espèce Eugenia brasiliensis qui donne des cerises, dite localement « Madagascar », qui ressemblent effectivement à une cerise mais dont la chair intérieure est blanche,. Parmi les fruits tropicaux communs consommés à Madagascar on a de la noix de coco, des tamarins, mandarine, bananes, mangues, corossol, papaye, grenadele, grenadine, avocat, de l'ananas, et des nèfles, appelées localement bibasy ([biˈbasʲ]). Les goyaves, longanes, litchis, kakis et coqueret du Pérou (appelés localement pok-pok ou voanantsindrana [vunˈtsinɖʳanə̥]), sont courants, et sur la côte occidentale le fruit du baobab est consommé durant la courte période où il est disponible vers la fin de la saison des pluies.
Madagascar est célèbre pour son cacao ainsi que sa vanille de qualité supérieure, et dont les récoltes sont en grande partie destinées à l'exportation. Dans les zones côtières de Madagascar ou dans les restaurants haut de gamme dans les terres, la vanille est aussi utilisée dans la préparation de sauces savoureuses accompagnant de la volaille.
Koba de Talata ou koba ([ˈkubə̥]) est une spécialité malgache confectionnée en broyant ensemble des cacahuètes et du sucre roux, puis en enrobant la mixture dans une pâte de farine de riz sucrée pour former une cartouche cylindrique. Cette cartouche est ensuite enveloppée dans des feuilles de banane et bouillie pour 24 à 48 heures voire plus longtemps jusqu'à ce que le sucre se caramélise et les cacahuètes soient ramollies. Le gâteau en résultant est servi en tranches fines.

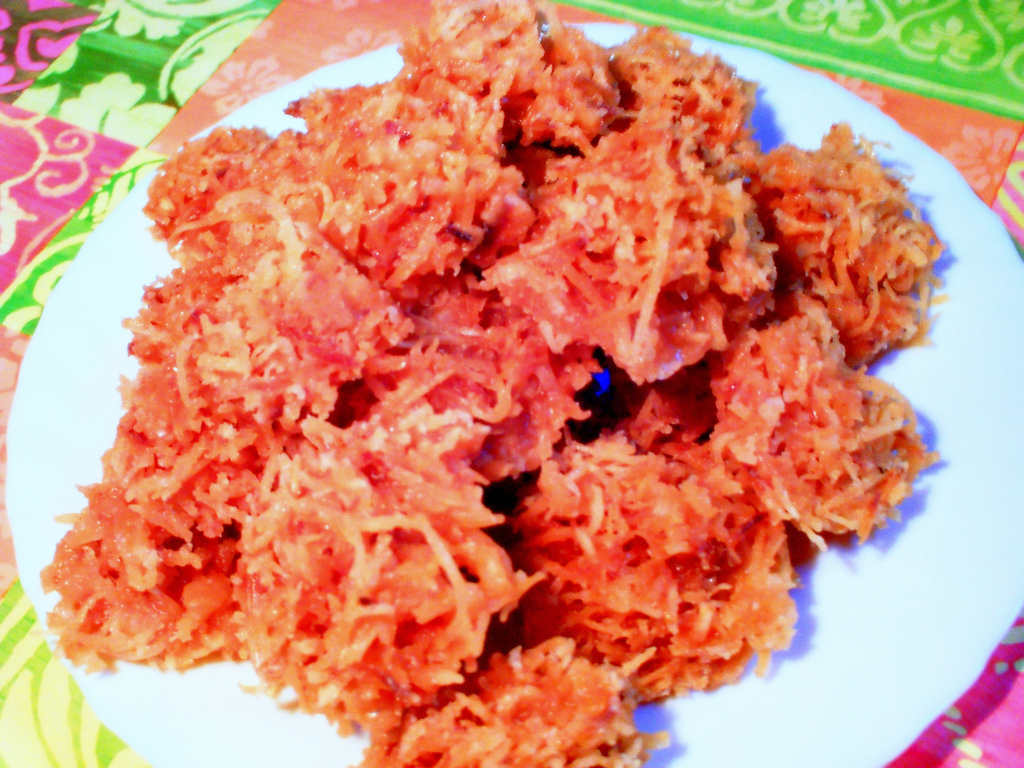
bonbon coco

Le « bonbon coco » est un bonbon populaire fait de coco râpé cuit dans du sucre caramélisé et en forme de pâtes ou boules molles. Un pudding ferme à base de lait de coco qui ressemble à un gâteau et connu sous le terme godro-godro ([ɡuɖʳˈɡuɖʳʷ]) est un dessert populaire qu'on trouve aussi dans les Comores. Les pâtisseries et gâteaux français sont également très appréciés dans toute l'île et peuvent se trouver dans de nombreuses pâtisseries dans les villes et villages de Madagascar.

### Boissons

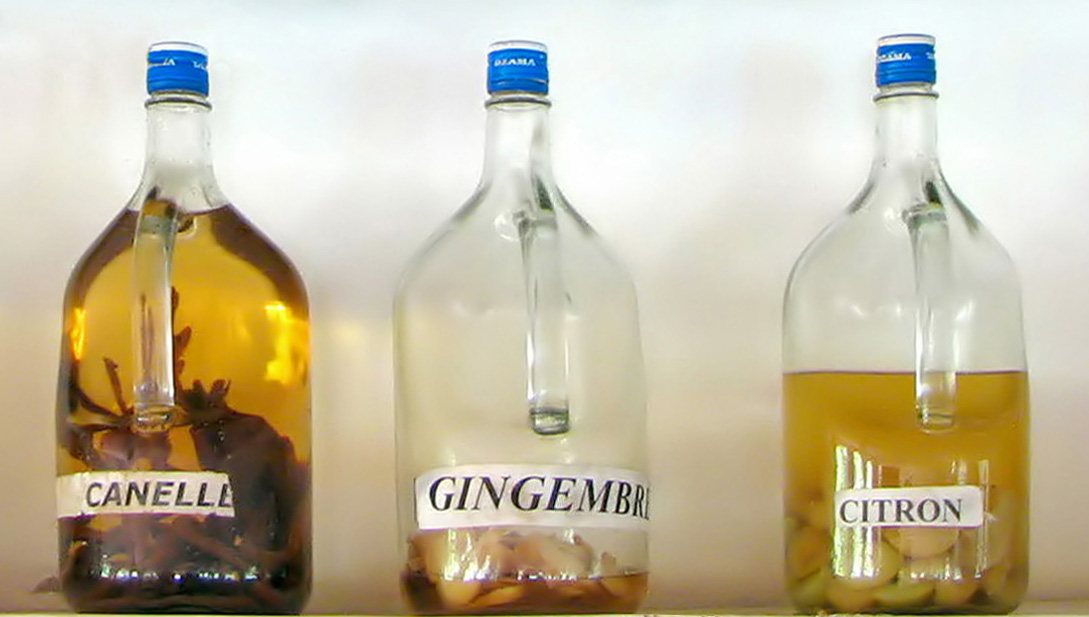
Le « rhum arrangé » fait maison est produit en ajoutant des fruits ou des épices au rhum malgache. Dans les saveurs disponibles on retrouve la cannelle, le gingembre et le citron.

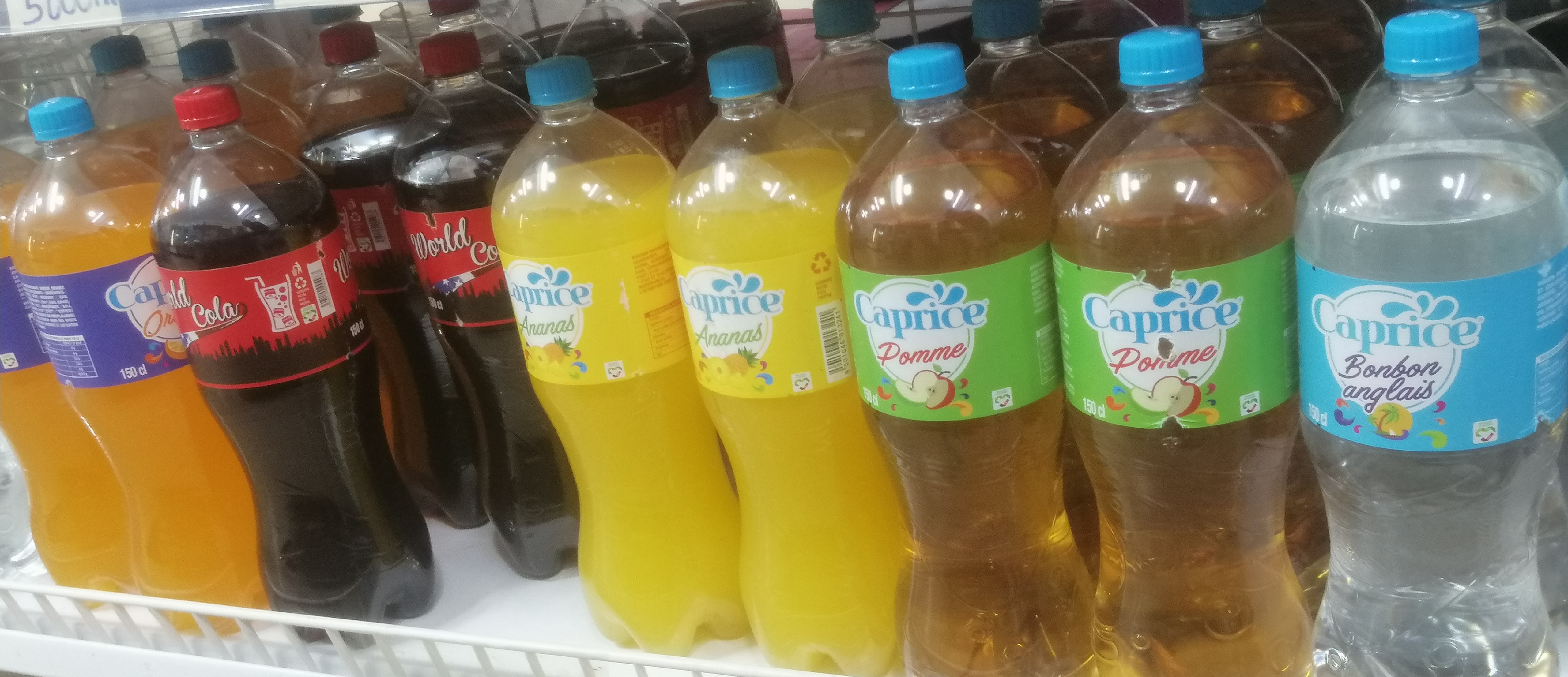
boisson gazeuses à Madagascar.

Le ranon'ampango ([ˌranʷnamˈpaŋɡʷ]) (également appelée ranovola ([ranʷˈvulə̥])) est le boisson traditionnelle le plus courante de Madagascar. Ces deux termes désignent une boisson produite en ajoutant de l'eau chaude à du riz trop cuit encore collé à l'intérieur de sa marmite de cuisson. Cette boisson est une alternative hygiénique et goûteuse à l'eau fraîche.
En outre, il existe une d'autres boissons variées produites localement. Le café pousse sur la partie orientale de l'île et est devenu la boisson standard du petit déjeuner, servi noir ou avec du lait concentré sucré dans les étals des rues.
Le thé noir, parfois aromatisé à la vanille, et les tisanes — en particulier à la citronnelle et à l'eucalyptus citronné (ravin'oliva [ˌravʲnoˈlivə̥]) — sont appréciés.
Les jus sont tirés de la goyave, des fruits de la passion, d'ananas, de tamarins, de baobab et d'autres fruits.

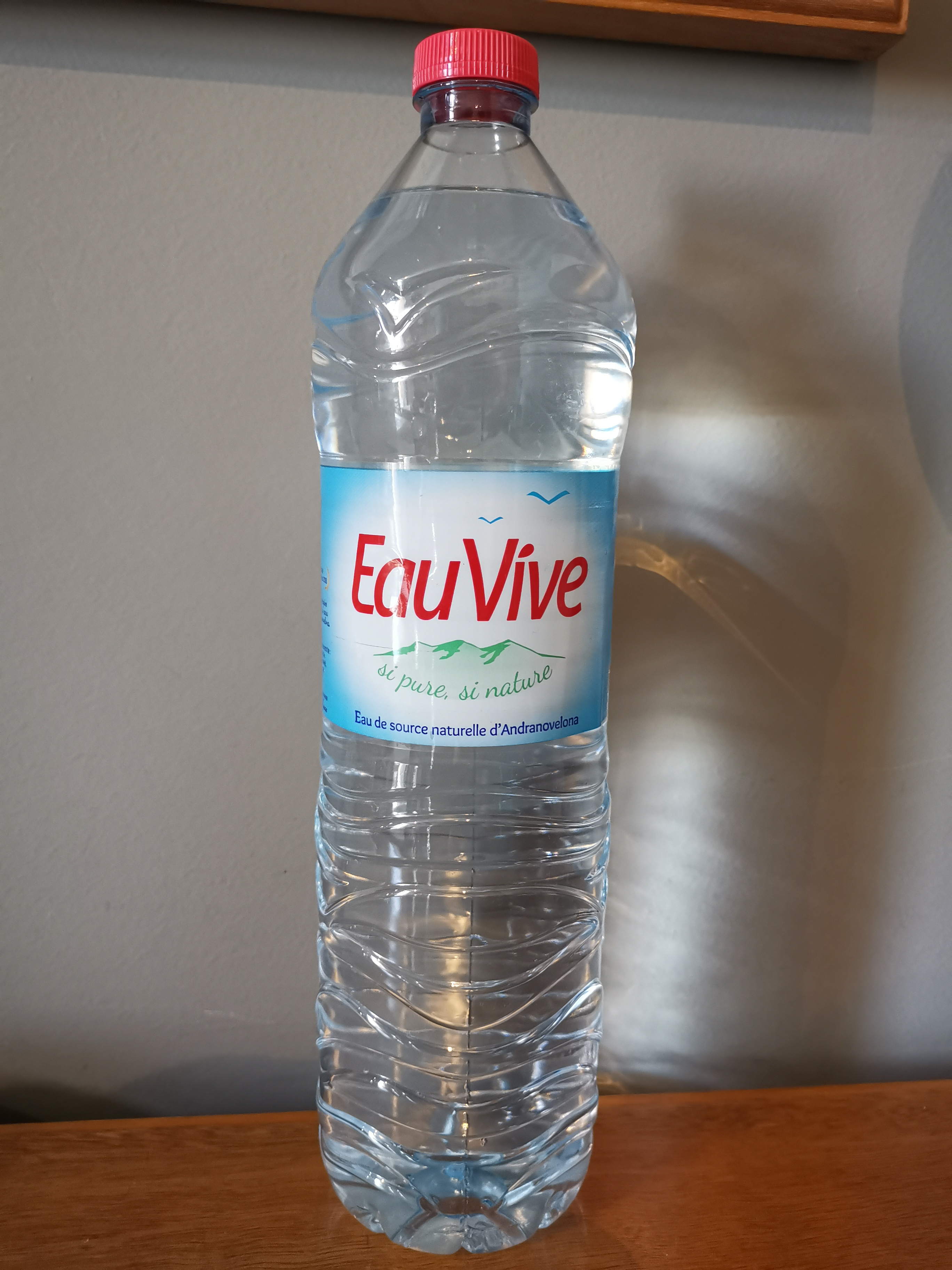
Eau vive.

Le lait frais, néanmoins, est un luxe ; les yaourts produits localement, les crèmes glacées ou le mélange de lait concentré sucré mélangé et d'eau chaude sont les sources laitières de calcium les plus communes.
Le cola et les jus d'orange sont produits localement, tout comme le « Bonbon Anglais », un soda local de citron sucré. Les produits de Coca-Cola sont populaires et largement consommés à travers toute l'île.

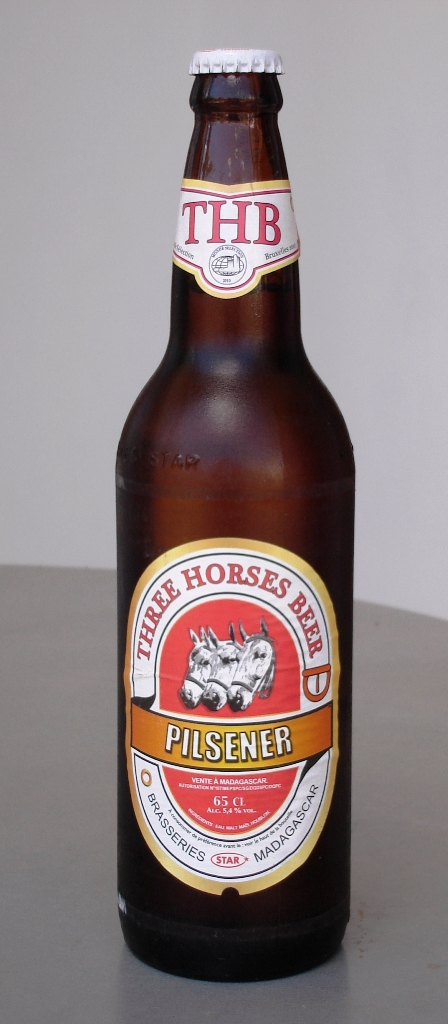
THB bière à Madagascar.

De nombreuses boissons alcoolisées sont produites pour une consommation locale et une exportation limitée. La pilsner locale, la THB, est populaire et omniprésente.
Le vin est produit dans le sud des hauts-plateaux autour de Fianarantsoa.
Le rhum est produit localement en grande quantité et peut être bu sec, ou aromatisé avec des fruits exotiques et des épices pour préparer du « rhum arrangé », ou mélangé au lait de coco pour obtenir un cocktail appelé « punch coco ». Néanmoins, il existe aussi un rhum traditionnel (toaka gasy [ˌtokə̥ ˈɡasʲ]) dont le taux d'alcool peut monter jusqu'à 80 % dont la consommation et la commercialisation est officiellement prohibée par la loi malgache. La forme la plus traditionnelle de rhum, appelée betsabetsa [ˌbetsəˈbetsə̥], est produite à partir de jus de sucre de canne fermenté. Le rhum est utilisé dans un but rituel dans beaucoup de régions malgaches, où on jette traditionnellement l'équivalent d'un bouchon de la bouteille que l'on vient d'ouvrir dans le coin nord-est d'une pièce en offrande comme geste de respect envers les ancêtres. On trouve également du trembo, un vin de palme à base de lait fermenté de coco. Dans les réunions entre amis, il n'est pas rare que les boissons alcoolisées soient accompagnées d'amuse-gueule frits et savoureux qu'on appelle collectivement les tsaky  qui incluent habituellement des cacahuètes poêlées, des chips, des nems, des sambos, des kaka pizon ou des tsakitsaky incluant des poissons frits, des brochettes, du calamar, de crevette, des crabes, de grillades de toutes sortes accompagnés d'achard…